# 巡・金田一耕助の小径

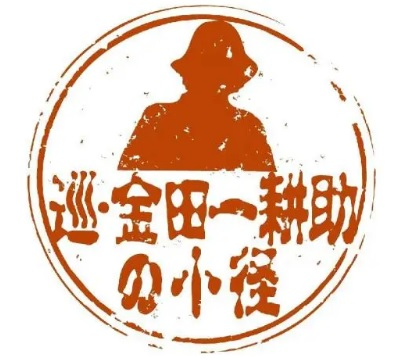
巡・金田一耕助の小径のロゴ

「巡・金田一耕助の小径」（めぐる・きんだいちこうすけのこみち）は、岡山県倉敷市真備町で推理作家の横溝正史が生活し、横溝の創造による名探偵・金田一耕助が誕生・活躍したことを誇りとし、その軌跡を次世代に継承していくため、倉敷市が2009年より推進している事業。
「名探偵、金田一耕助が生まれたまち」として真備町をPRするとともに、備中地域を中心とした「金田一耕助」ゆかりのポイントを紹介し、広域での誘客拡大に繋げることを目的として、コスプレイベント「1000人の金田一耕助」を中心に、謎を解いて散策するウォークラリー「ミステリーウォーク」や「本陣殺人事件トリック再現」、「巡・金田一耕助の小径」学会、「ロケ地巡りツアー」などのイベントを行っている。
2009年に行われた第1回目のイベントは倉敷市内のみで行われたが、2010年以降は岡山県全域での展開になった。

## 開催記録

### 2009年度（平成21年度）
第1回目の2009年度は以下の内容で実施された。期間は2009年10月1日 - 11月30日。

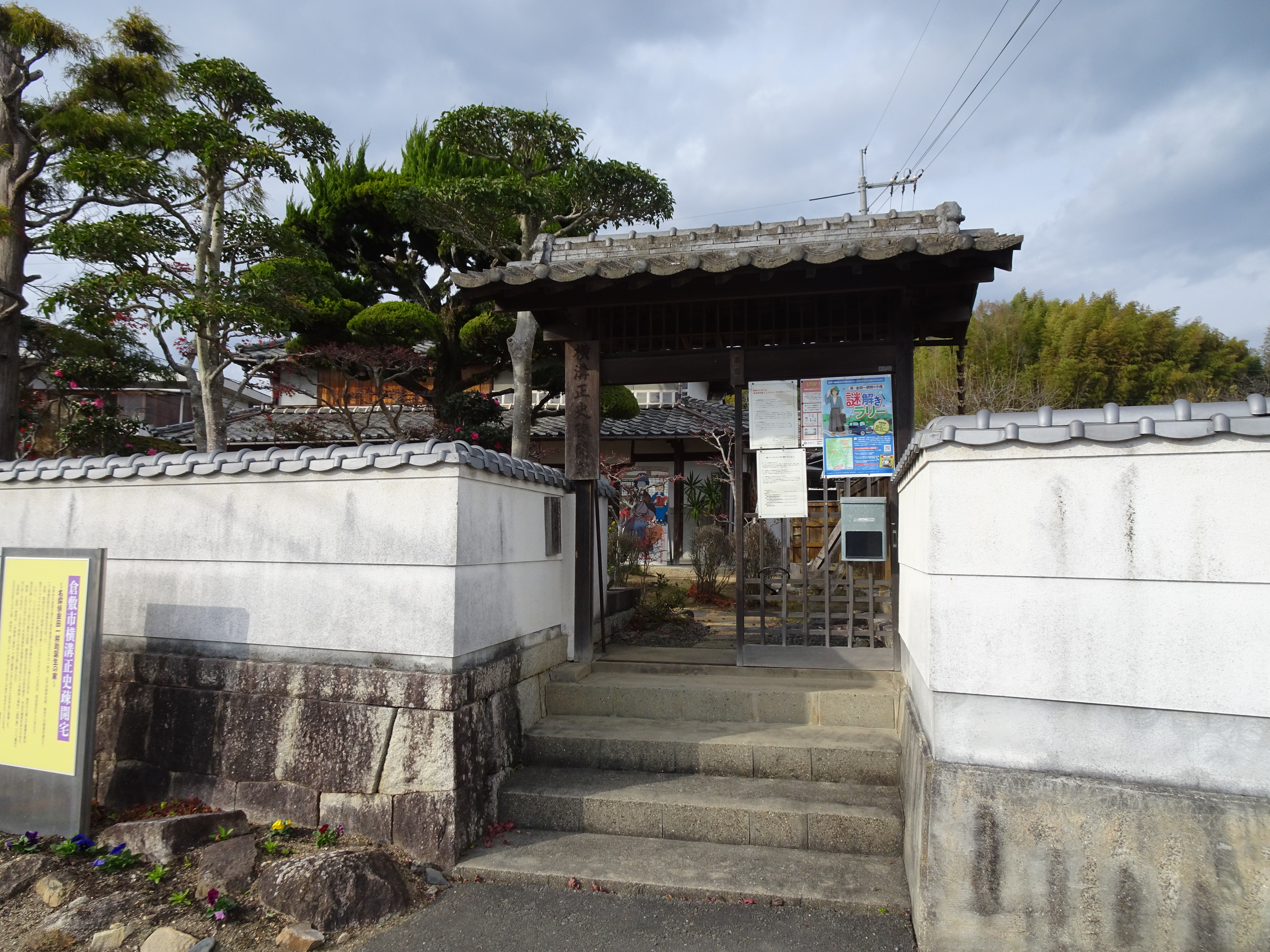
横溝正史疎開宅

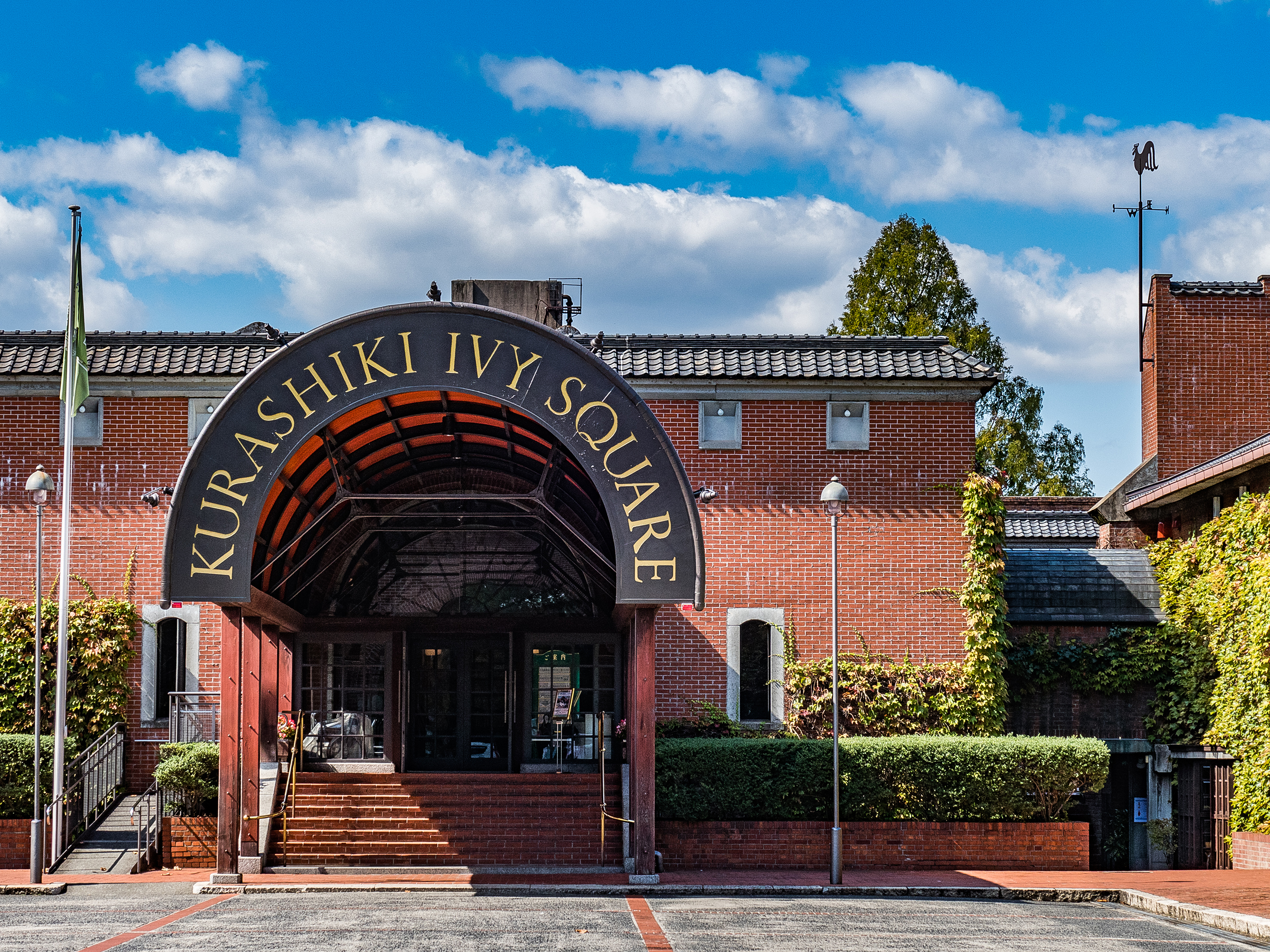
倉敷アイビースクエア

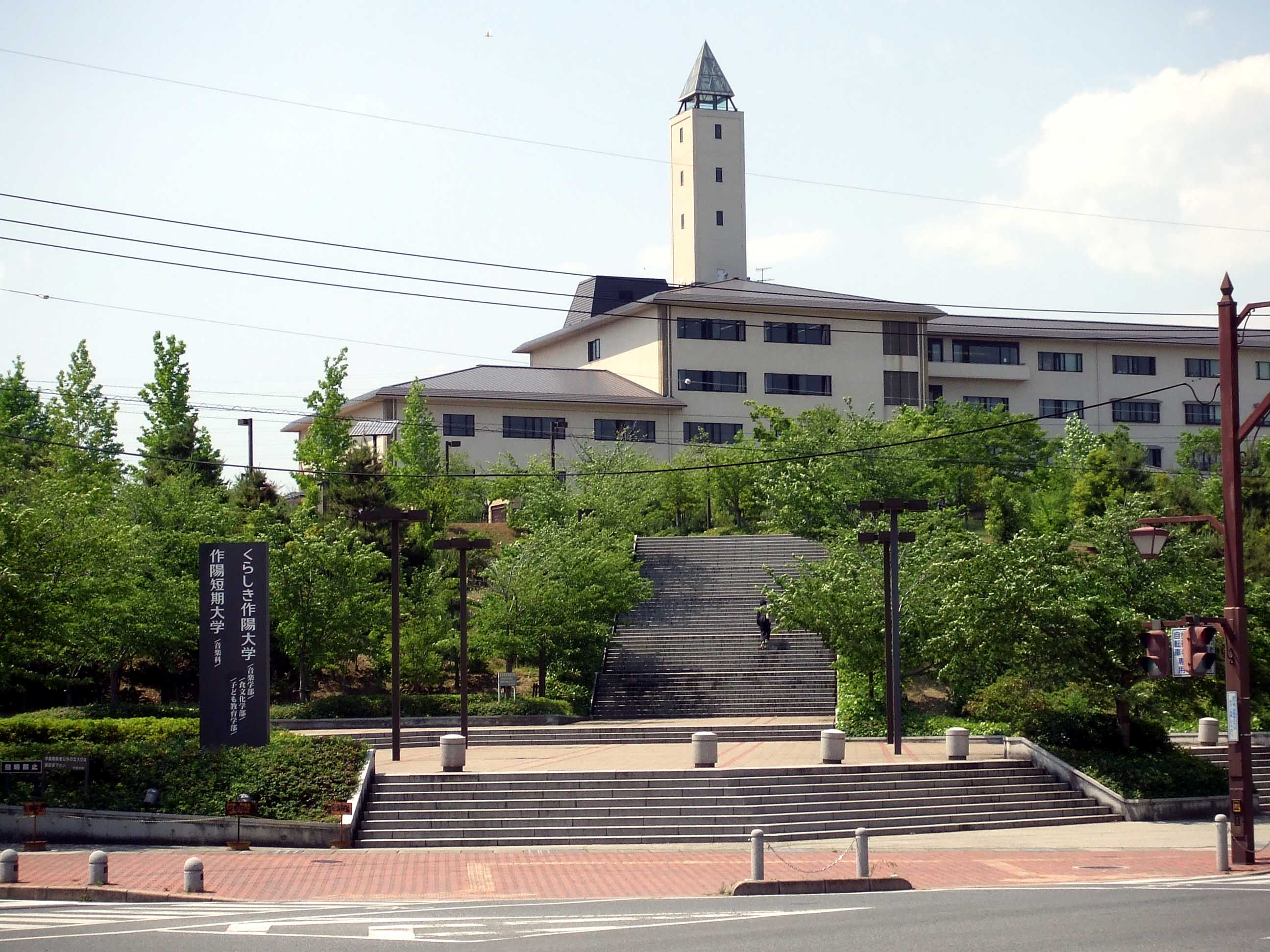
くらしき作陽大学

- ミステリーウォーク：10月1日 - 11月30日

開催場所：岡山県倉敷市真備町（横溝正史疎開宅周辺）
『本陣殺人事件』で金田一耕助がめぐった場所を辿り、謎解きにチャレンジする全長約7キロメートルのコース。
- 『本陣殺人事件』トリック再現[注 1]

開催日時：10月11日・25日、11月8日・22日（10時と14時の1日2回）
開催場所：倉敷市真備ふるさと歴史館前広場
- 1000人の金田一耕助

開催日時：11月22日 13時 - 16時
希望者には「横溝正史疎開宅弁当」の販売のほか、横溝正史疎開宅の旧屋根瓦（数量限定・実行委員会の鑑定書付き）のプレゼントあり。
- 金田一耕助パーティ（特別講演会出演者との夕食会）

開催日時：11月22日 19時 - 21時
開催場所：倉敷アイビースクエア
- 特別講演会

開催日時：11月23日 13時 - 16時
出演者：江藤茂博（二松学舎大学教授）、山口直孝（二松学舎大学教授）、浜田知明（探偵小説研究家）
開催場所：くらしき作陽大学聖徳殿
- 横溝正史疎開宅弁当の販売

横溝正史が好んで食した地元の「おこわ」を販売（日曜・祝日のみ20食限定）。

### 2010年度（平成22年度）

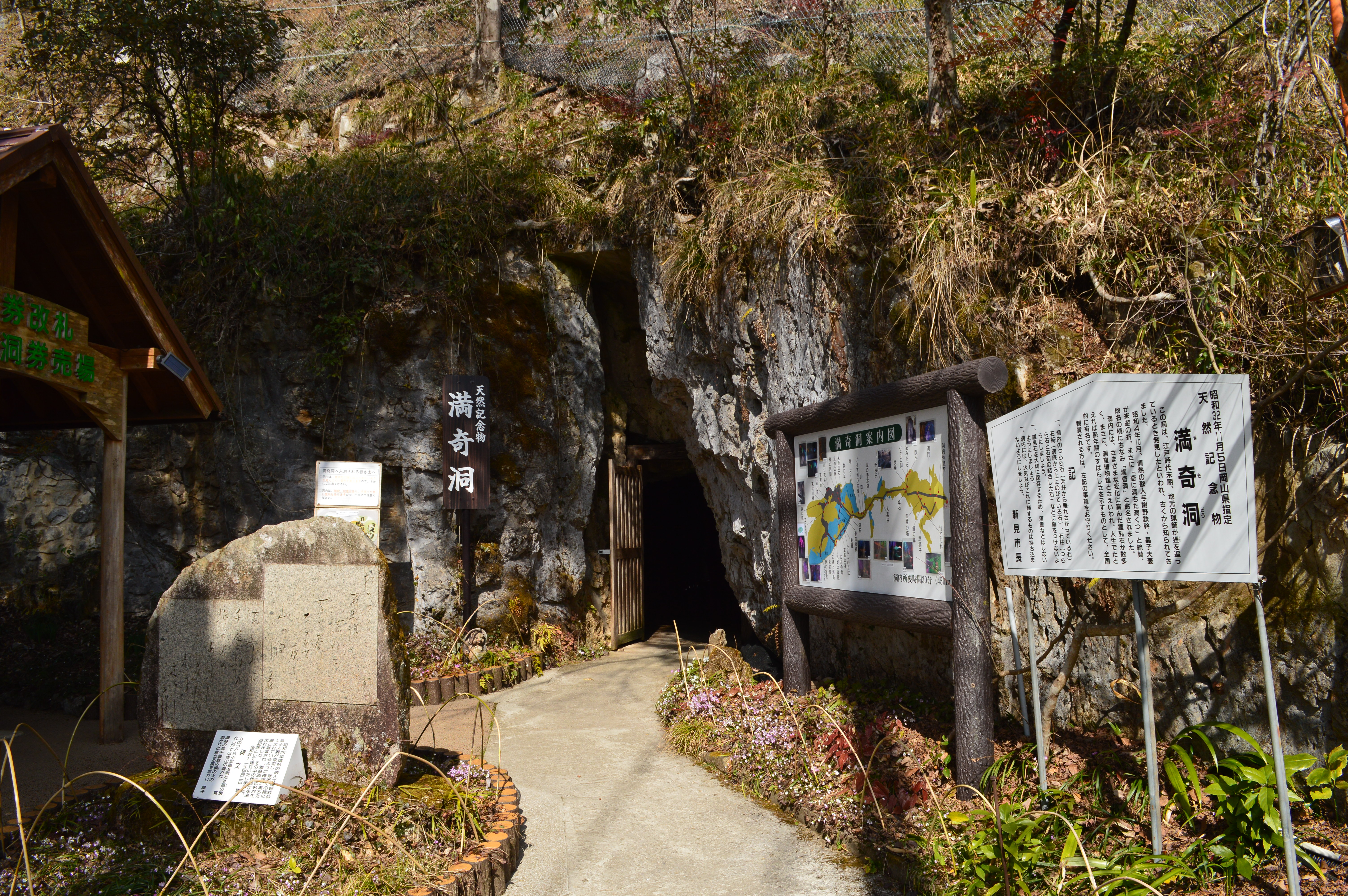
満奇洞

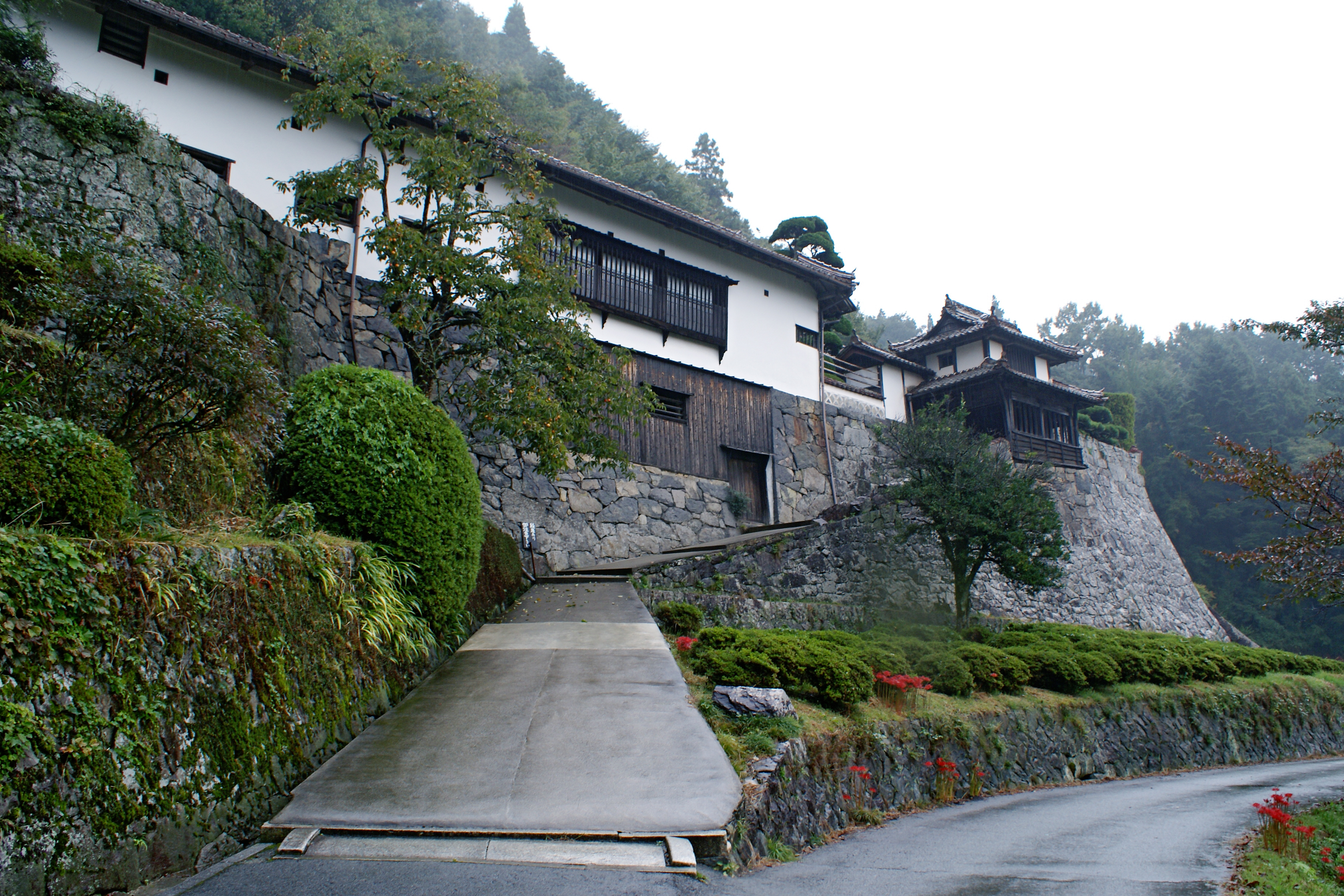
広兼邸

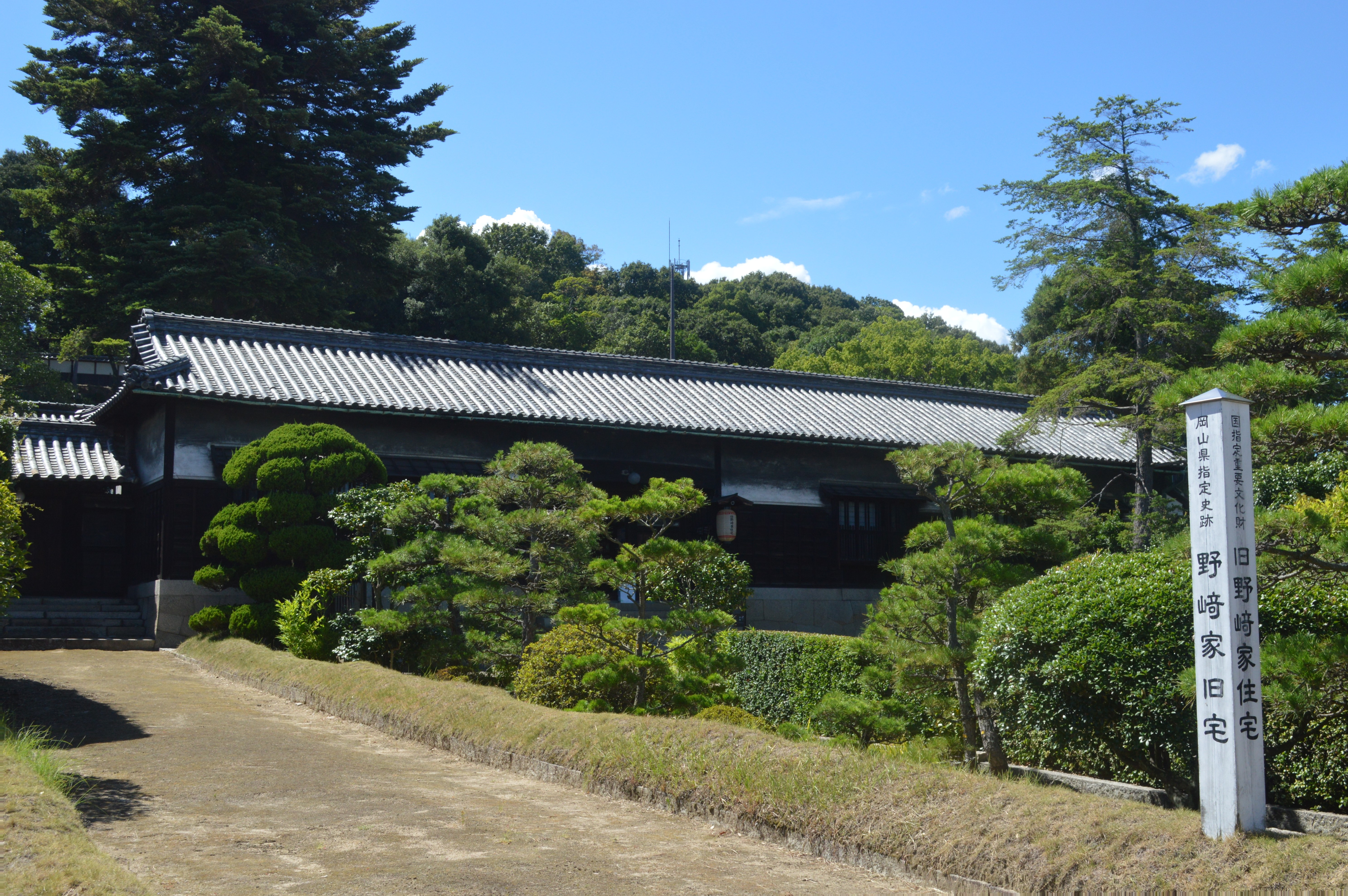
旧野﨑家住宅

2010年度は以下の内容で実施された。期間は2010年10月1日 - 12月20日。
- ミステリーラリー（真備編）

開催期間：10月1日 - 12月20日
開催場所：岡山県倉敷市真備町（横溝正史疎開宅周辺）
- ミステリーラリー（広域編）

開催期間：10月1日 - 12月20日
主なチェックポイント：満奇洞（『八つ墓村』ロケ地）新見市、 広兼邸（『八つ墓村』ロケ地）高梁市、笠岡諸島（『『獄門島』ロケ地）笠岡市、ほか全9か所。
- オープニングコスプレイベント「1000人の金田一耕助」

開催日時：10月2日 13時 - 16時
開催場所（コース）： 倉敷駅 → 清音駅 → 横溝正史疎開宅 → 倉敷市真備ふるさと歴史館
- 本陣殺人事件トリック再現

開催日時：10月3日・24日、11月7日・14日  10時 - 10時30分、 13時 - 13時30分
開催場所：倉敷市真備ふるさと歴史館前広場
- 横溝正史文献資料 特別展示

開催場所：倉敷市真備ふるさと歴史館
開催期間：10月1日 - 12月20日
- ロケ地巡りツアー

1. 「悪霊島・獄門島」クルーズツアー
開催日時：11月6日  10時 - 19時
コース：倉敷駅 → 笠岡港 → 笠岡諸島 → 笠岡港 → 鷲羽山 → 旧野﨑家住宅 → 倉敷駅
2. 「八つ墓村」映画鑑賞 in 鍾乳洞ツアー
開催日時：11月13日  10時 - 19時30分
コース：倉敷駅 → 明地峠 → 満奇洞（『八つ墓村』鑑賞） → 広兼邸 → 倉敷駅
- 記念グッズ & 疎開宅弁当の限定販売

記念エコバッグを限定販売。
横溝正史が好んで食した「おこわ」を再現。

### 2011年度（平成23年度）
2011年度は以下の内容で実施された。期間は2011年10月22日 - 2012年1月8日。
- コスプレイベント「1000人の金田一耕助」

開催日時：10月22日 12時30分 - 15時

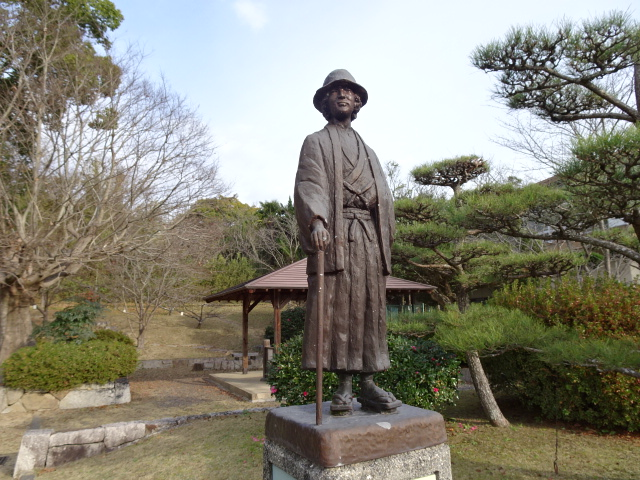
金田一耕助像

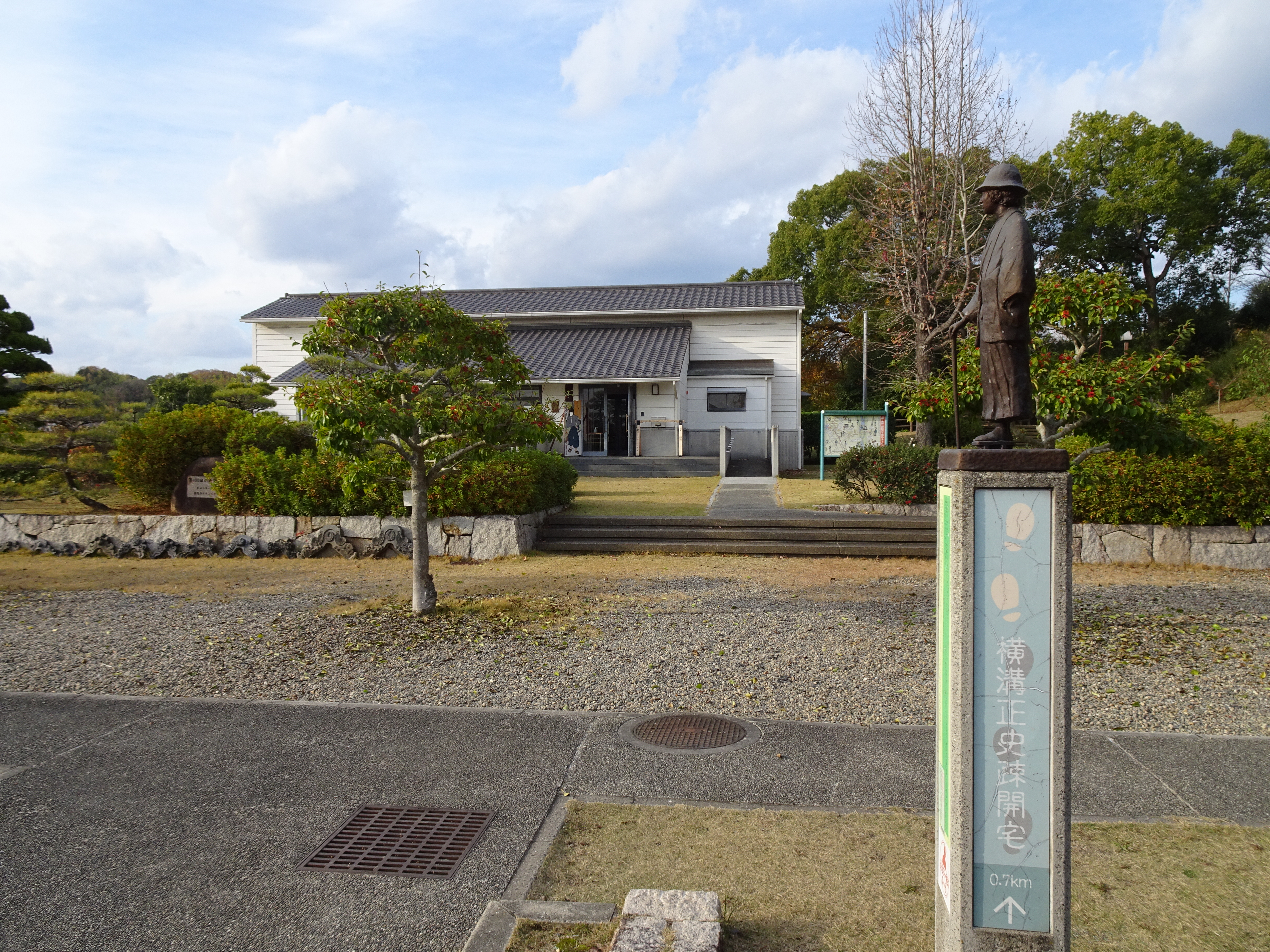
倉敷市真備ふるさと歴史館

- NHK共催イベント「横溝正史没30周年企画 "3つのキーワードでせまる横溝正史"」

開催日時：11月26日 14時30分 -
開催場所：マービーふれあいセンター
- 第1部「横溝ワールドへのいざない」

出演者：心花（筝曲デュオ）、NHKアナウンサー（朗読）
- 第2部「横溝ディープトーク」

出演者：有栖川有栖（小説家）、大槻ケンヂ（ロックミュージシャン、エッセイスト、小説家）、網本善光（創元推理倶楽部広島・岡山分科会）、司会：吉岡大輔（NHKアナウンサー）
- JR連携企画「「本陣殺人事件」の軌跡を歩こう」

開催日時：2012年1月8日 8時45分 - 12時
『本陣殺人事件』で金田一耕助が辿ったコースを歩くイベント。キャラクター像3体目（金田一耕助像）の除幕式見学も行う。
- 横溝正史旧蔵資料展示

開催日時：10月22日 - 2012年1月8日
開催場所：倉敷市真備ふるさと歴史館

### 2012年度（平成24年度）

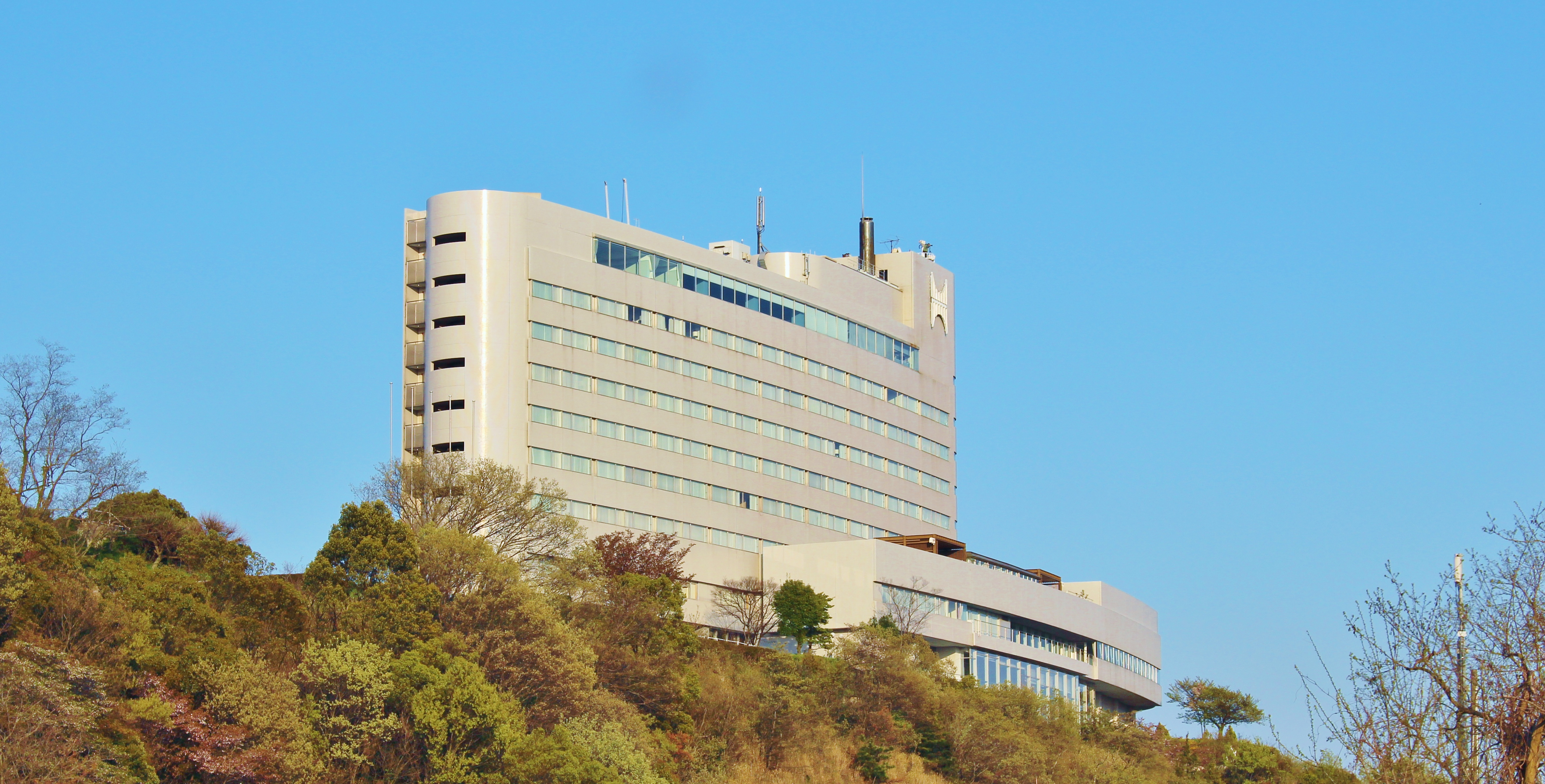
せとうち児島ホテル

2012年度は、横溝正史誕生110周年として以下の内容で実施された。期間は2012年11月24日 - 2013年1月27日。
- コスプレイベント「1000人の金田一耕助」

開催日時：11月24日 12時30分 - 16時
- 紙芝居「楽しかりし桜の日々」

開催日時：11月24日 15時 - 15時20分
開催場所：倉敷市真備ふるさと歴史館
岡田地区まちづくり推進協議会
- 「巡・金田一耕助の小径」大学

開催日時：2013年1月26日 13時 - 18時（18時30分より意見交換会）、1月27日 9時 - 12時30分
開催場所：せとうち児島ホテル
講師：有栖川有栖（小説家）、江藤茂博（二松学舎大学文学部教授）、山口直孝（二松学舎大学文学部教授）、浜田知明（探偵小説研究家）、青山融（創元推理倶楽部広島・岡山分科会）、網本善光（創元推理倶楽部広島・岡山分科会）
- 横溝正史旧蔵資料展示

開催日時：11月24日 - 2013年1月27日
開催場所：倉敷市真備ふるさと歴史館

### 2013年度（平成25年度）

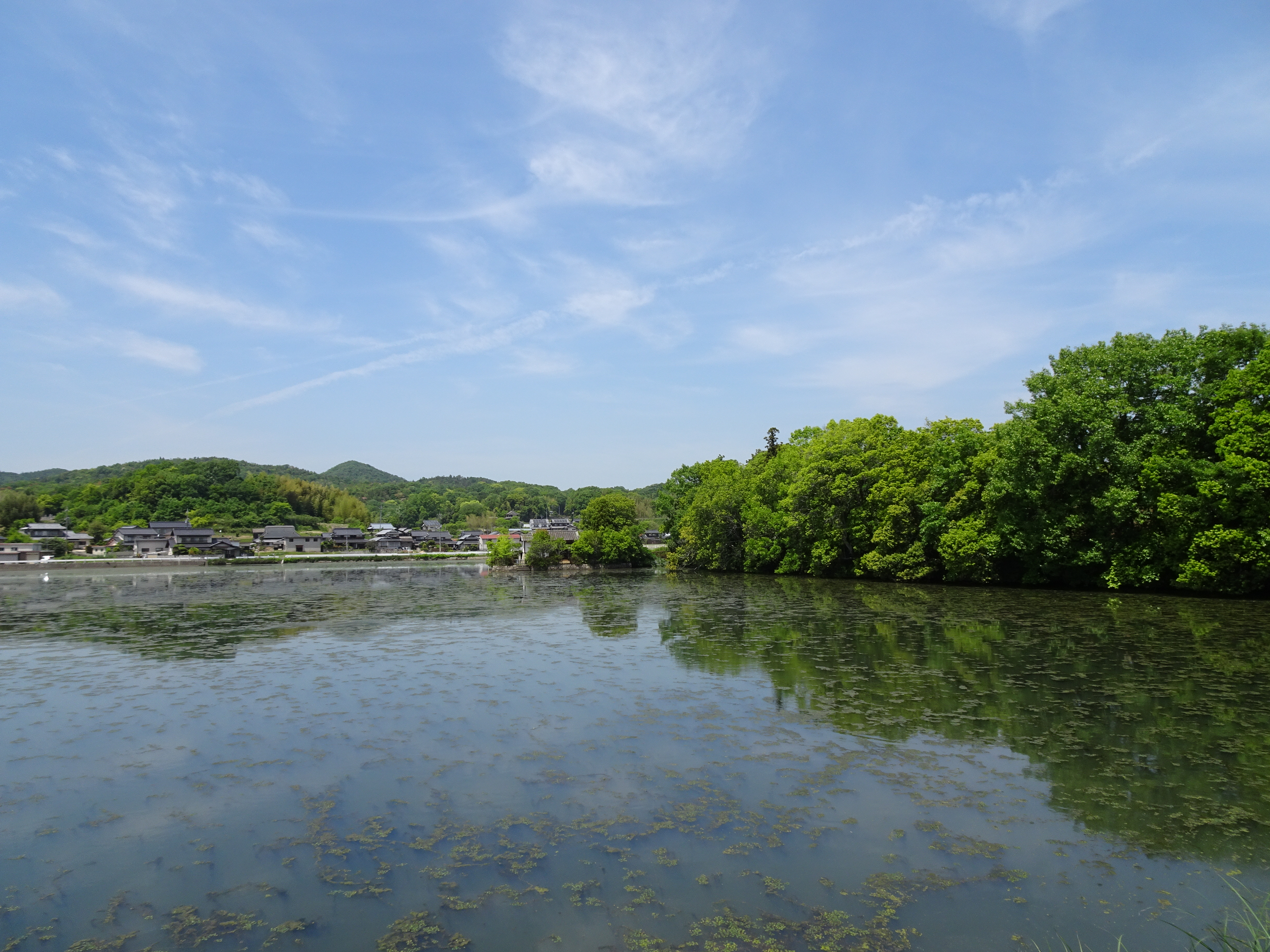
岡田大池

2013年度は、金田一耕助生誕100周年として以下の内容で実施された。期間は2013年11月23日 - 2014年1月26日。
- コスプレイベント「1000人の金田一耕助」

開催日時：11月23日 12時30分 - 16時30分
- 紙芝居「楽しかりし桜の日々」

開催日時：11月24日 16時 - 16時20分
開催場所：倉敷市真備ふるさと歴史館
岡田地区まちづくり推進協議会
- 「巡・金田一耕助の小径」大学

開催日時：11月24日 9時30分 - 15時15分
開催場所：真備公民館岡田分館
内容：「横溝作品」「金田一耕助」等に関する論文を募集、選考のうえ当日発表者を決定し、学会形式で論文発表を行う。
- 横溝正史旧蔵資料展示

開催日時：11月23日 - 2014年1月26日
開催場所：倉敷市真備ふるさと歴史館
- クイズラリー「横溝正史の散歩道」

開催日時：11月23日 - 2014年1月26日
開催場所：横溝正史疎開宅 → 岡田大池周辺 → 倉敷市真備ふるさと歴史館

### 2014年度（平成26年度）

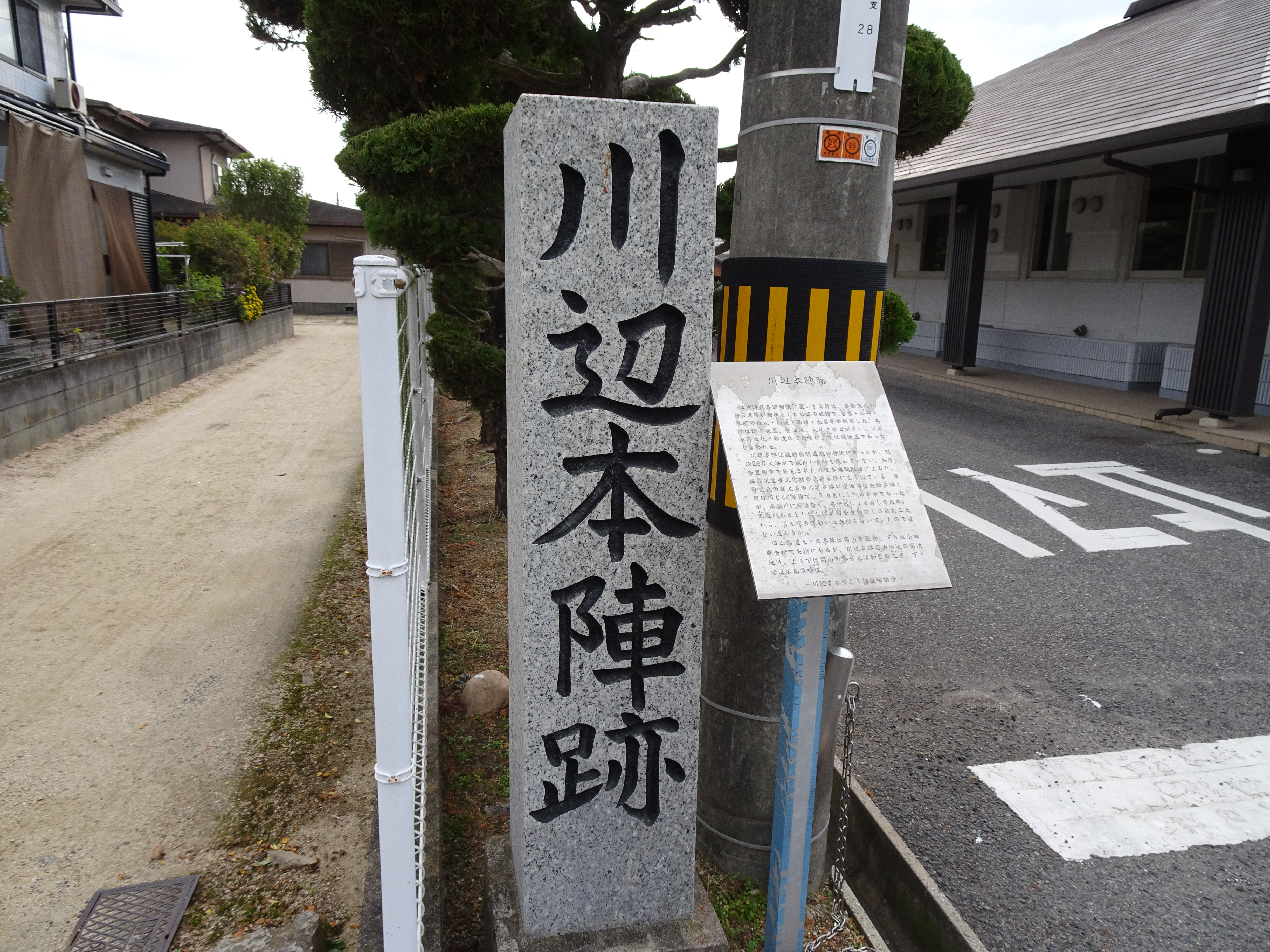
川辺本陣跡

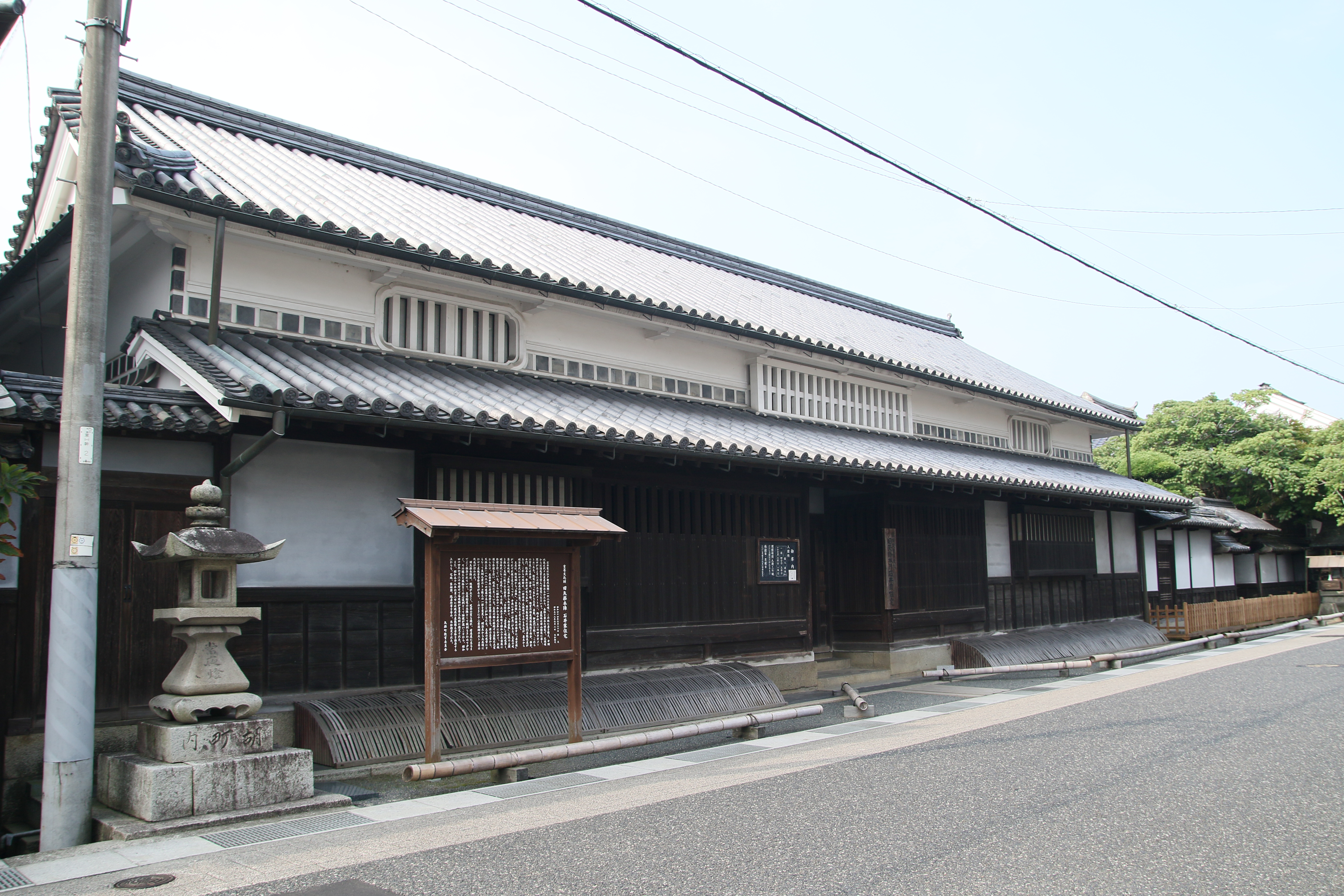
矢掛本陣

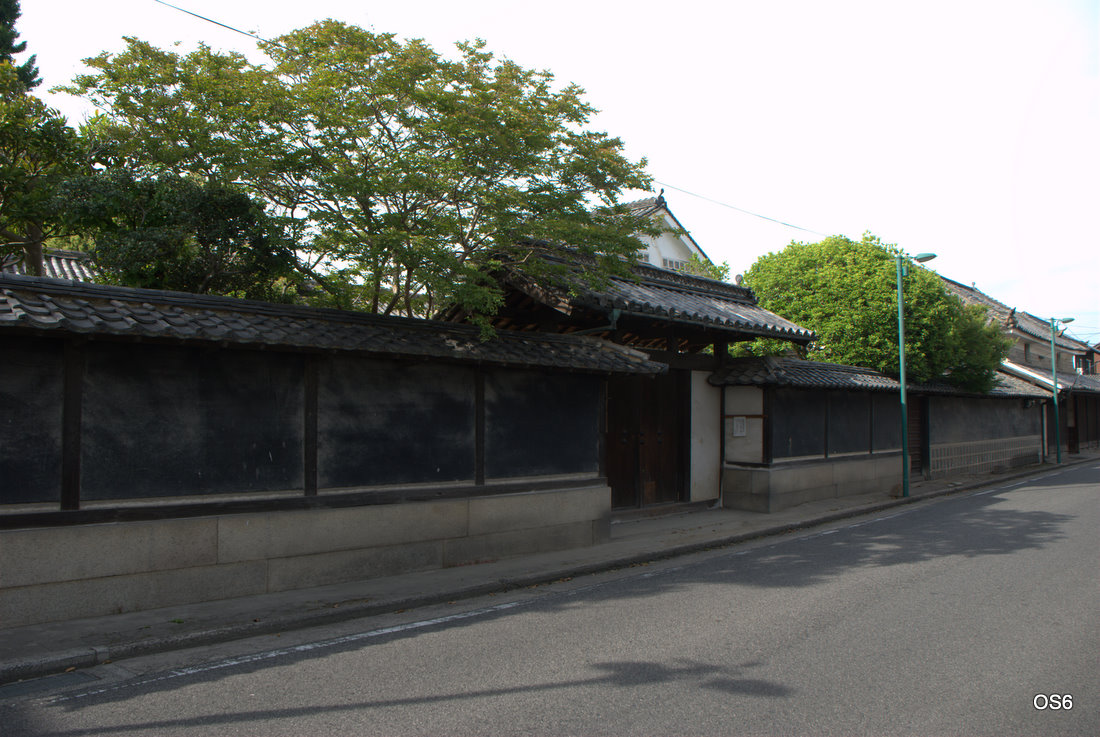
神辺本陣

2014年度は以下の内容で実施された。期間は2014年10月18日 - 2015年1月25日。
- プレイベント「金田一号で巡る三本陣巡り」

開催日時：10月18日 10時30分 - 16時30分
開催場所（コース）：清音駅 → 川辺本陣跡 → 矢掛本陣 → 神辺本陣 → 清音駅
- 1000人の金田一耕助

開催日時：11月22日 12時30分 - 16時30分
開催場所（コース）：清音駅 → 横溝正史疎開宅 → 倉敷市真備ふるさと歴史館
- オプショナルイベント「意見交換会」（コスプレイベント参加者同士の交流会）

開催日時：11月22日 17時 - 19時
開催場所：真備公民館岡田分館
- 「巡・金田一耕助の小径」学会

開催日時：11月23日 9時30分 - 15時15分
開催場所：真備公民館岡田分館
- 横溝正史旧蔵資料展示

開催日：11月22日 - 2015年1月25日
開催場所：倉敷市真備ふるさと歴史館
- 特別展示「横溝正史と疎開時代の恩人、加藤一」

開催日：11月22日 - 2015年1月25日
開催場所：横溝正史疎開宅
- クイズラリー「横溝正史の散歩道」

開催日時：11月22日 - 2015年1月25日
開催場所：横溝正史疎開宅 → 岡田大池周辺 → 倉敷市真備ふるさと歴史館

### 2015年度（平成27年度）
2015年度は以下の内容で実施された。期間は2015年10月3日 - 2016年1月24日。

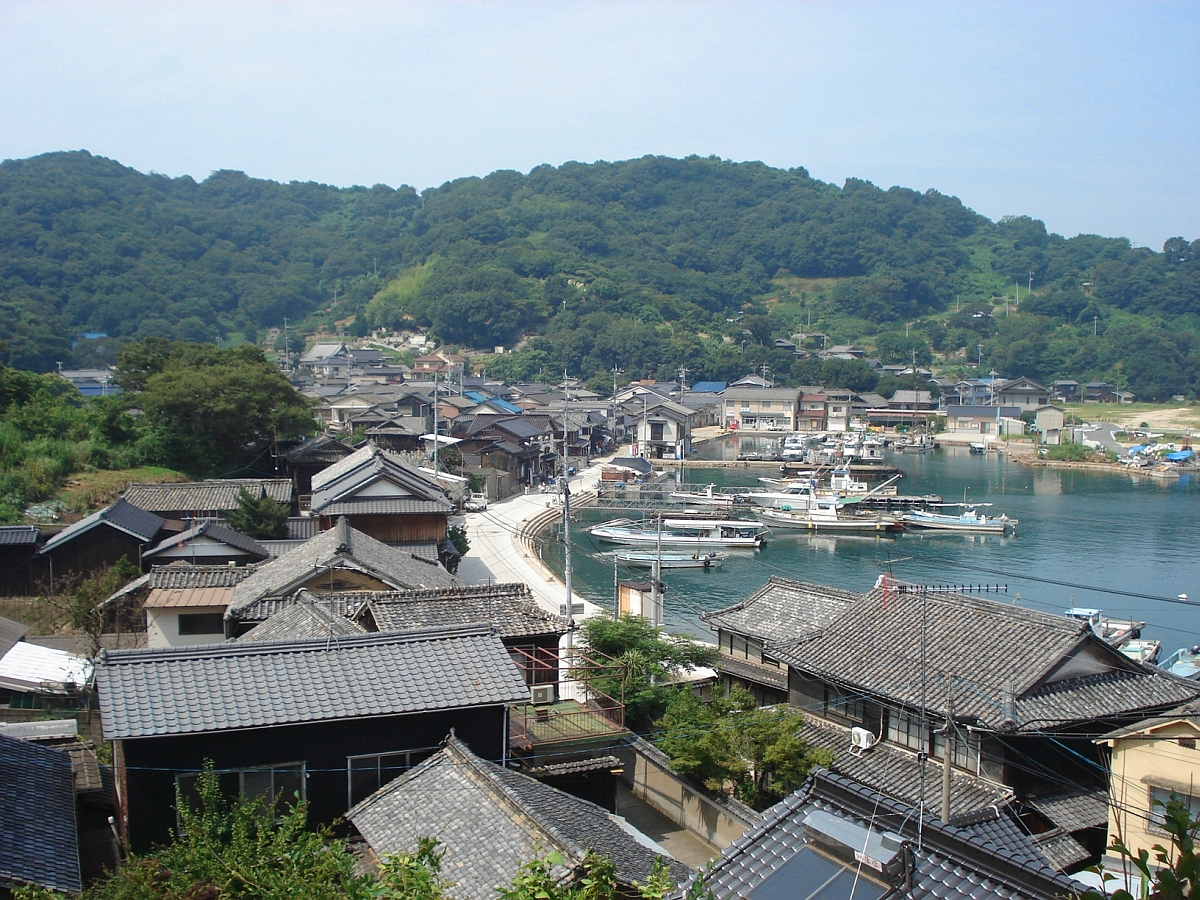
真鍋島

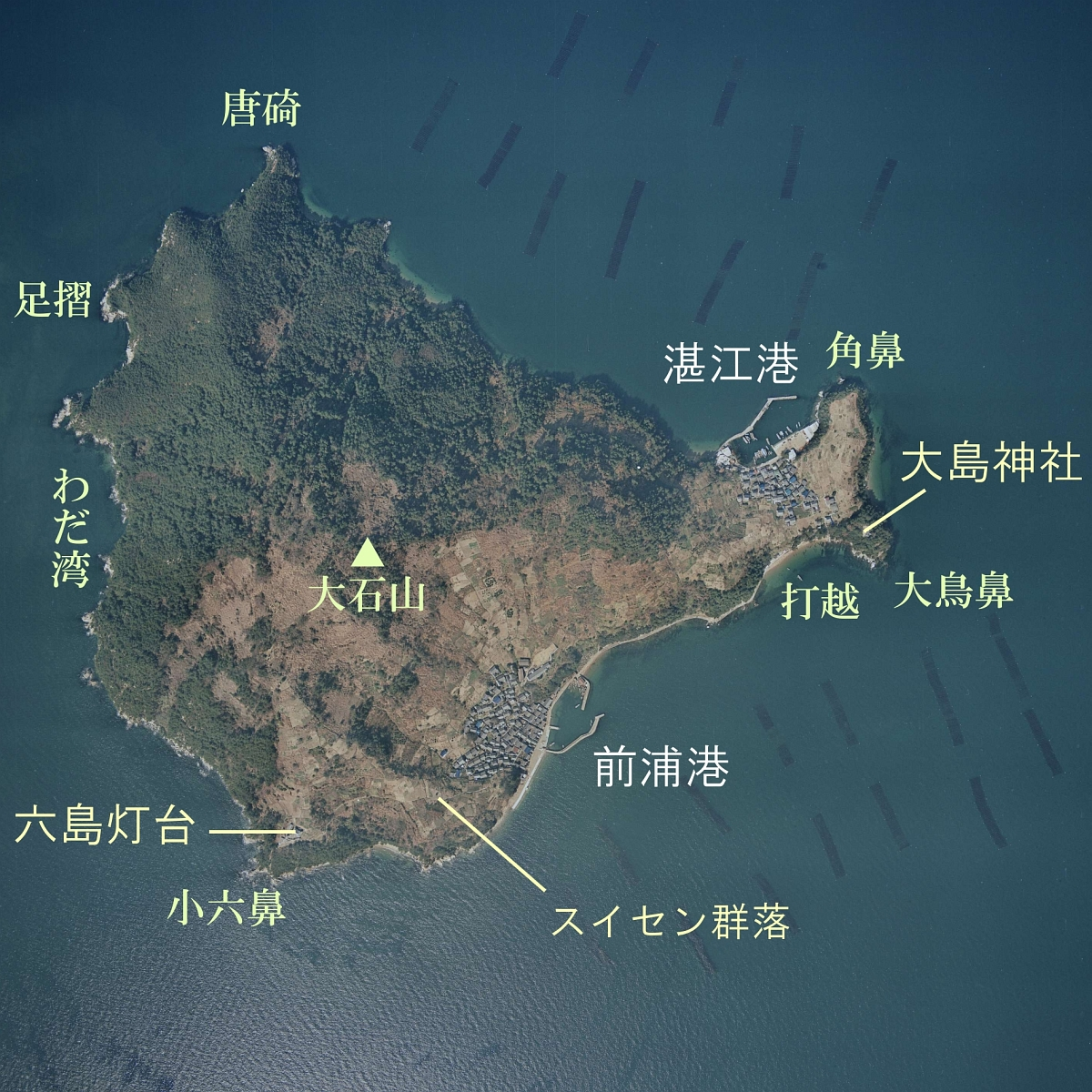
六島

- プレイベント「金田一丸で行く獄門島クルーズ」

開催日時：10月3日 10時30分 - 16時30分
開催場所：真鍋島、六島周辺
- 1000人の金田一耕助

開催日時：11月21日 12時30分 - 16時30分
開催場所（コース）：『本陣殺人事件』の舞台、横溝正史ゆかりの地
終了後、参加者同士による「意見交換会」を実施。
- 「巡・金田一耕助の小径」学会

開催日時：11月22日
開催場所：真備公民館岡田分館
- 横溝正史旧蔵資料展示

開催期間：11月21日 - 2016年1月24日
開催場所：倉敷市真備ふるさと歴史館、笠岡市立図書館、まなび広場にいみ
展示内容：『八つ墓村』や『獄門島』などの資料を展示
- 「金田一スタンプラリー」

開催期間：11月21日 - 2016年1月24日
開催場所：横溝正史疎開宅、倉敷市真備ふるさと歴史館、笠岡市立図書館、まなび広場にいみ

### 2016年度（平成28年度）
2016年度は以下の内容で実施された。期間は2016年9月10日 - 2017年1月31日。

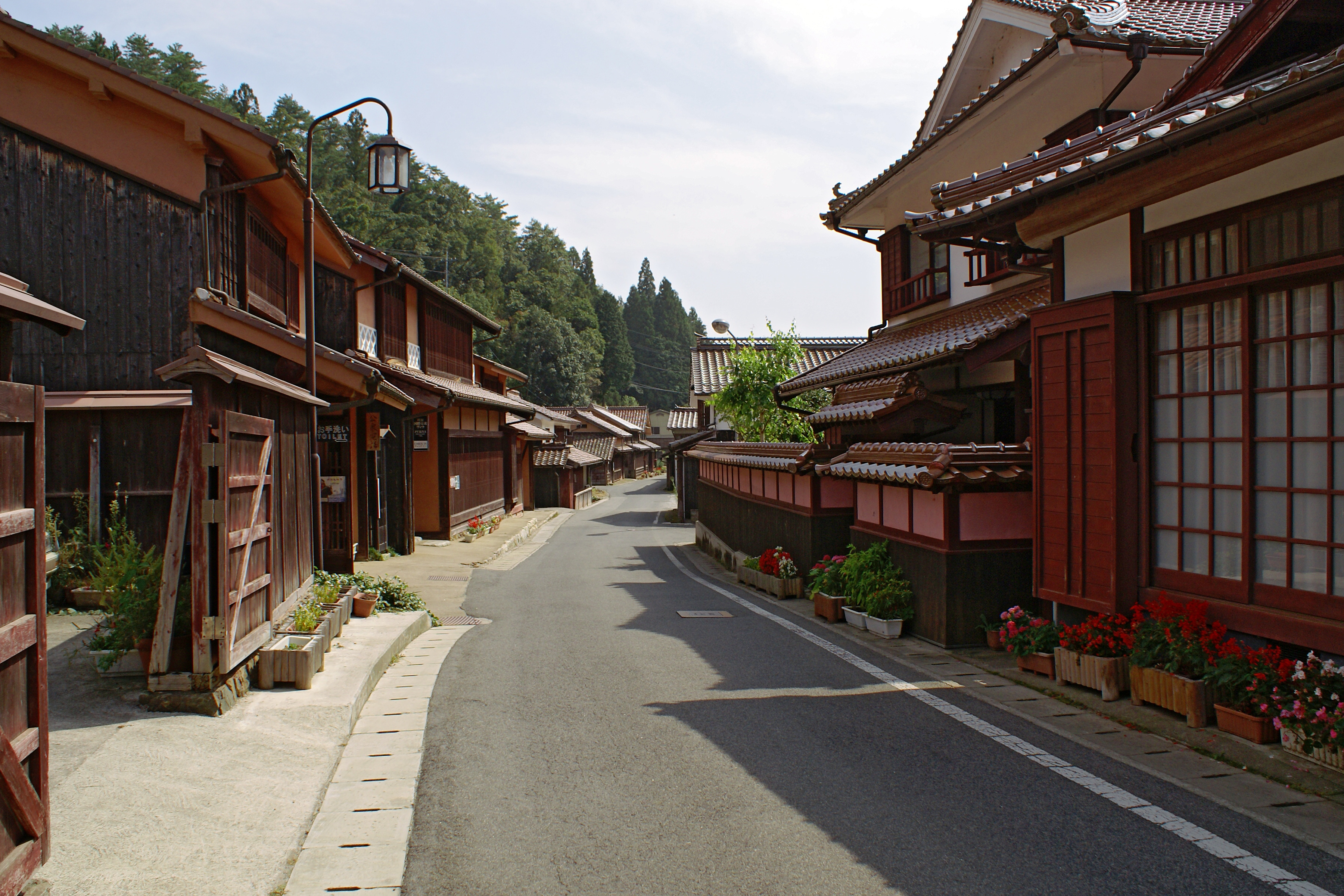
吹屋ふるさと村

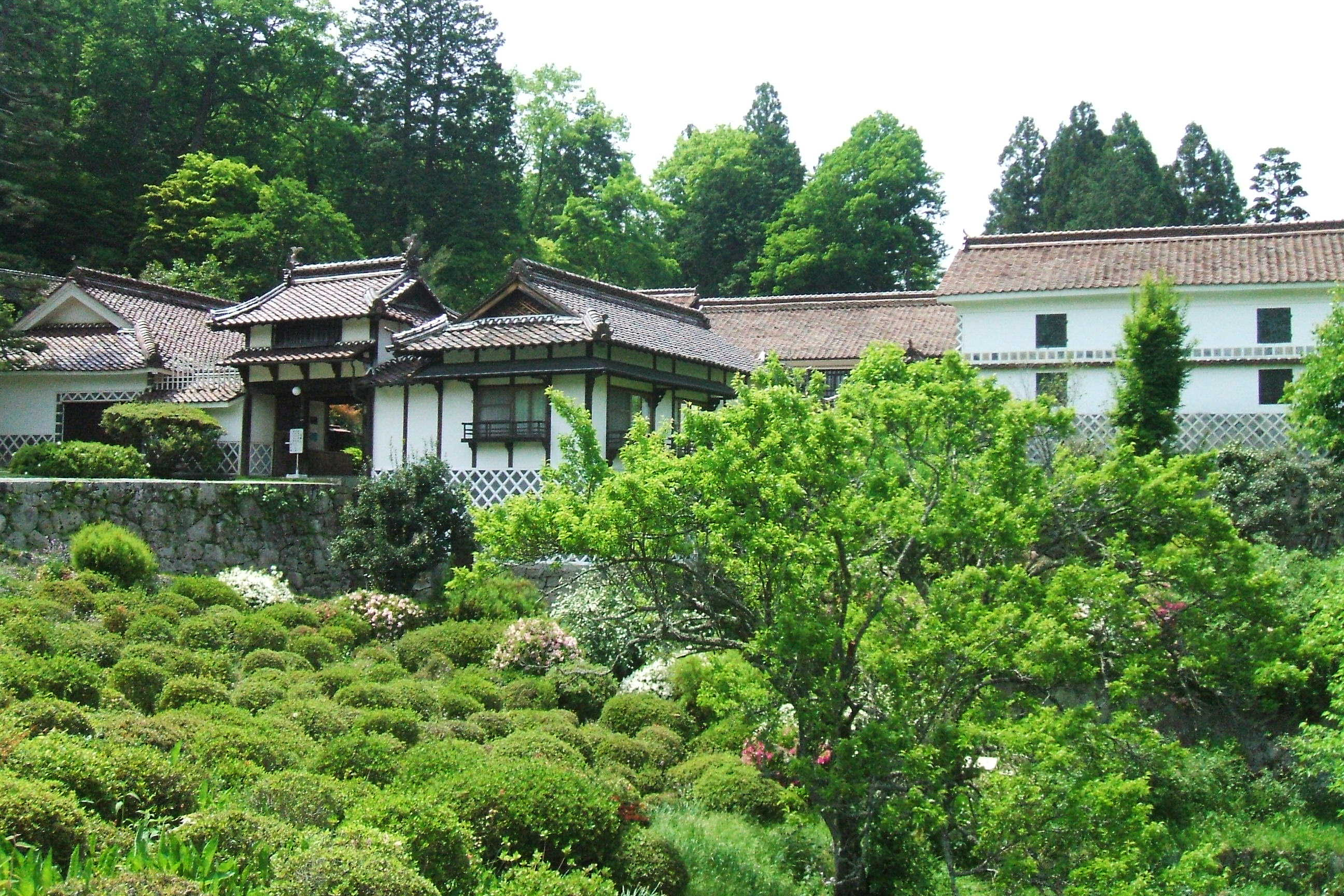
西江邸

- プレイベント「金田一号で巡る八つ墓村紀行」[13]

開催日：9月10日
開催場所：吹屋ふるさと村、広兼邸、西江邸（高梁市）
- 1000人の金田一耕助

開催日：11月10日
開催場所：横溝正史ゆかりの地・倉敷市真備町を中心に
- オプションイベント「意見交換会」（コスプレイベント参加者同士の交流会）

開催日：11月10日
開催場所：真備公民館岡田分館
- 体感型推理ゲーム「名探偵刑部大輔の事件簿」

開催日時：11月10日、11日
開催場所：倉敷市芸文館
製作：二松学舎大学メディア祭実行委員会
- 「名探偵・金田一耕助ロケ地巡りスタンプラリー」

開催期間：11月23日 - 2017年1月31日
開催場所：映画・テレビドラマのロケ地（倉敷市真備町、井原市、笠岡市、高梁市、新見市）

### 2017年度（平成29年度）
2017年度は以下の内容で実施された。期間は2017年9月16日 - 11月26日。
- プレイベント「金田一号で巡る八つ墓村紀行」

開催日時：9月16日 9時 - 18時30分
開催場所（コース）：倉敷駅 → 新見市満奇洞 → 紙の館（紙すき体験） → 倉敷駅

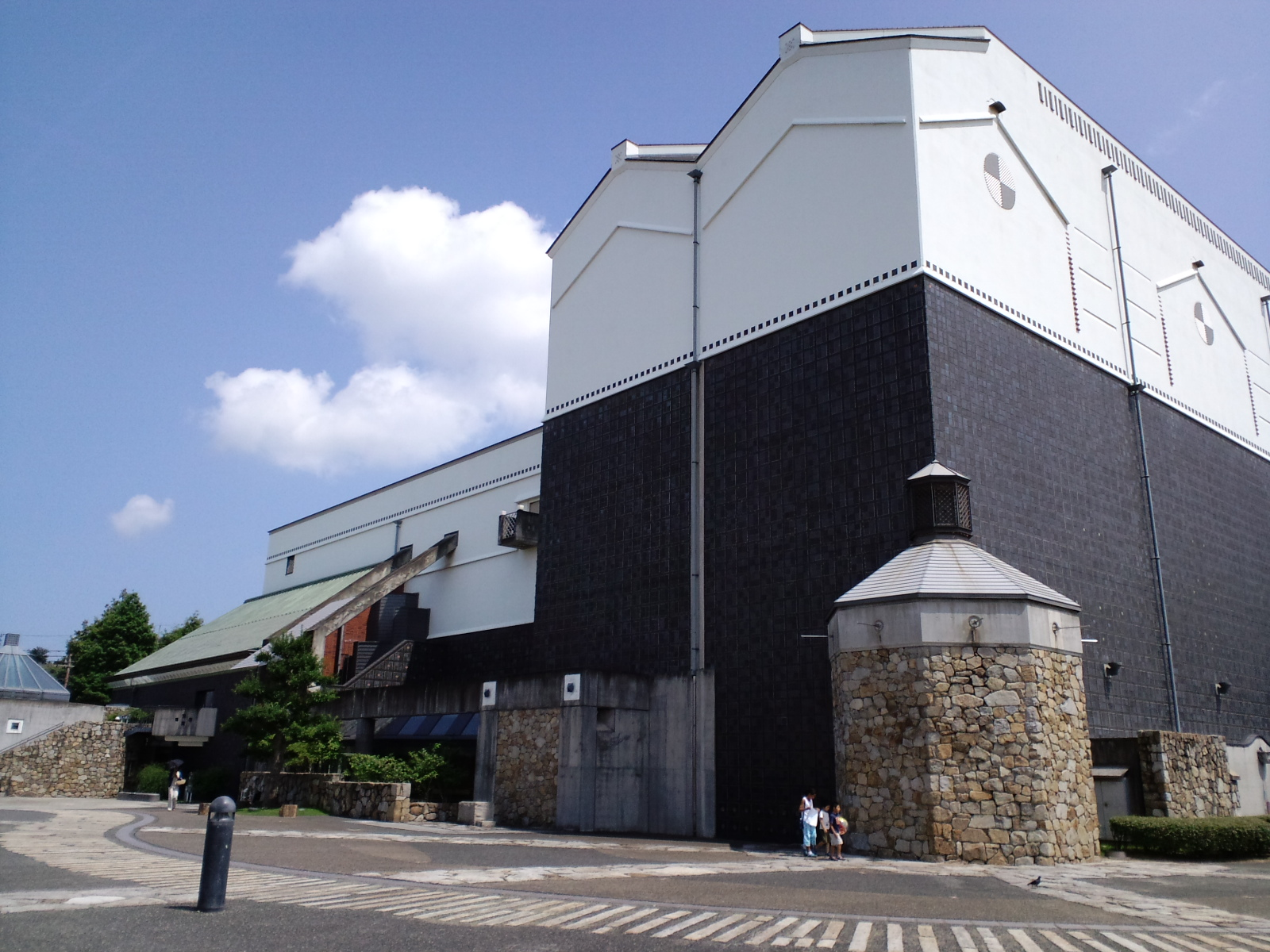
倉敷市芸文館

- 学生が作る体感型推理ゲーム「名探偵刑部大輔の事件簿 藤花の陰影[15]」

開催日時：11月7日、8日
開催場所：倉敷市芸文館
制作：二松学舎大学メディア祭実行委員会
協力：倉敷市観光課
- 1000人の金田一耕助

開催日時：11月25日 12時30分 - 16時30分
開催場所（コース）：清音駅 → 横溝正史疎開宅 → 倉敷市真備ふるさと歴史館
- オプショナルイベント「意見交換会」（コスプレイベント参加者同士の交流会）

開催日時：11月25日 17時 - 19時
開催場所：真備公民館岡田分館
- 第5回「巡・金田一耕助の小径」学会

開催日時：11月26日 9時30分 - 16時
開催場所：真備公民館岡田分館

### 2018年度（平成30年度）
2018年度は以下の内容で実施された。期間は2018年11月10日 - 2019年1月31日。
- 学生が作る体感型推理ゲーム「名探偵刑部大輔の事件簿」

開催日時：11月10日、11日
開催場所：倉敷市芸文館
実施団体：二松学舎大学メディア祭実行委員会

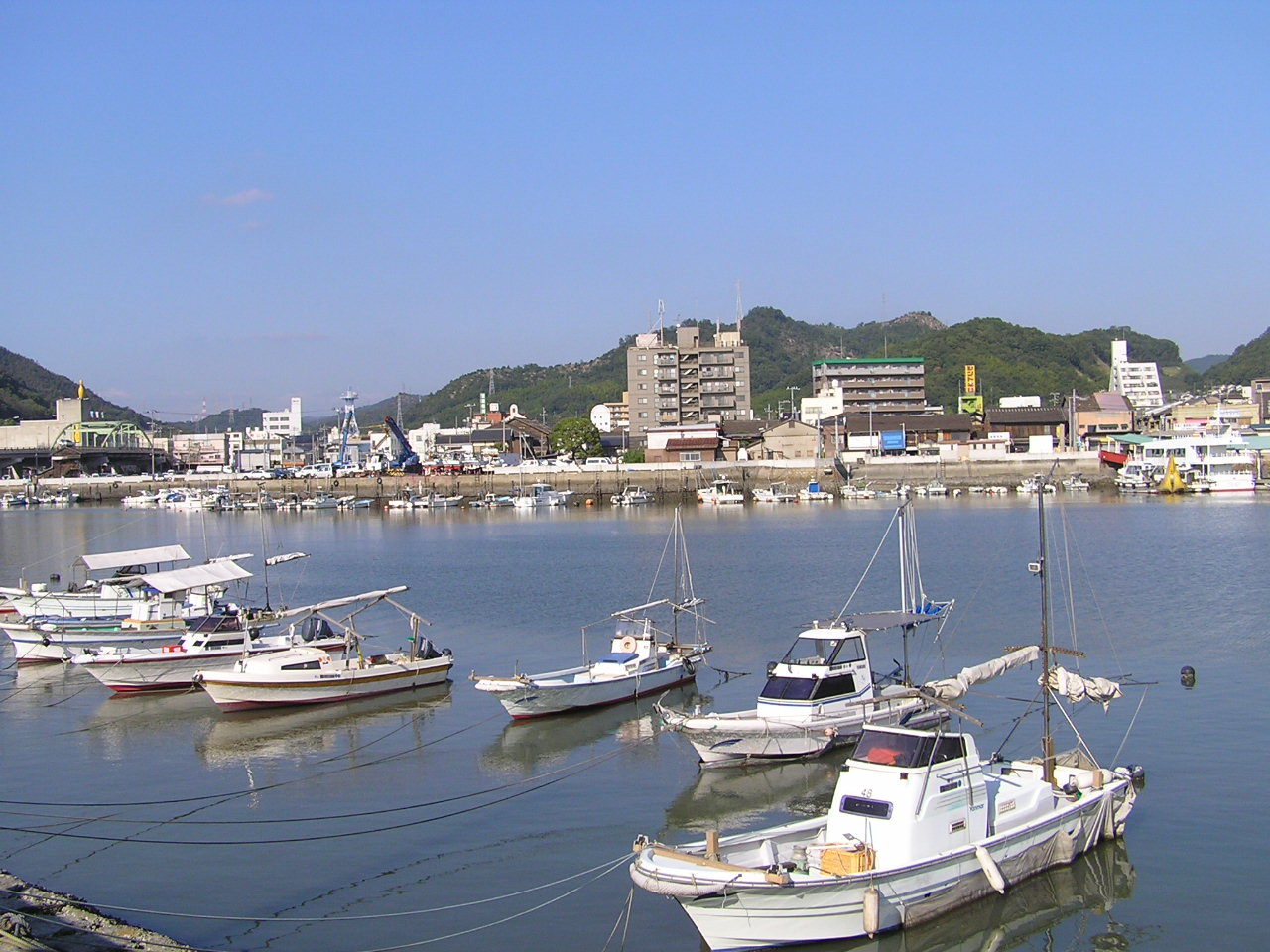
住吉港

- 「名探偵 金田一耕助」ロケ地巡りスタンプラリー

開催日時：11月23日 - 2019年1月31日
設置場所：横溝正史疎開宅、倉敷市真備ふるさと歴史館（倉敷市）、清音駅（総社市）、満奇洞（新見市）、広兼邸（高梁市）、住吉港（笠岡市）、田中美術館（井原市）
- 1000人の金田一耕助

開催日時：11月24日 12時 - 16時30分
開催場所（コース）：清音駅 → 旧川辺村 → 旧岡田村 → 横溝正史疎開宅 → 倉敷市真備ふるさと歴史館
- オプションイベント「意見交換会」（コスプレイベント参加者同士の交流会）

開催日：11月24日
開催場所：真備公民館岡田分館

### 2019年度（令和元年度）

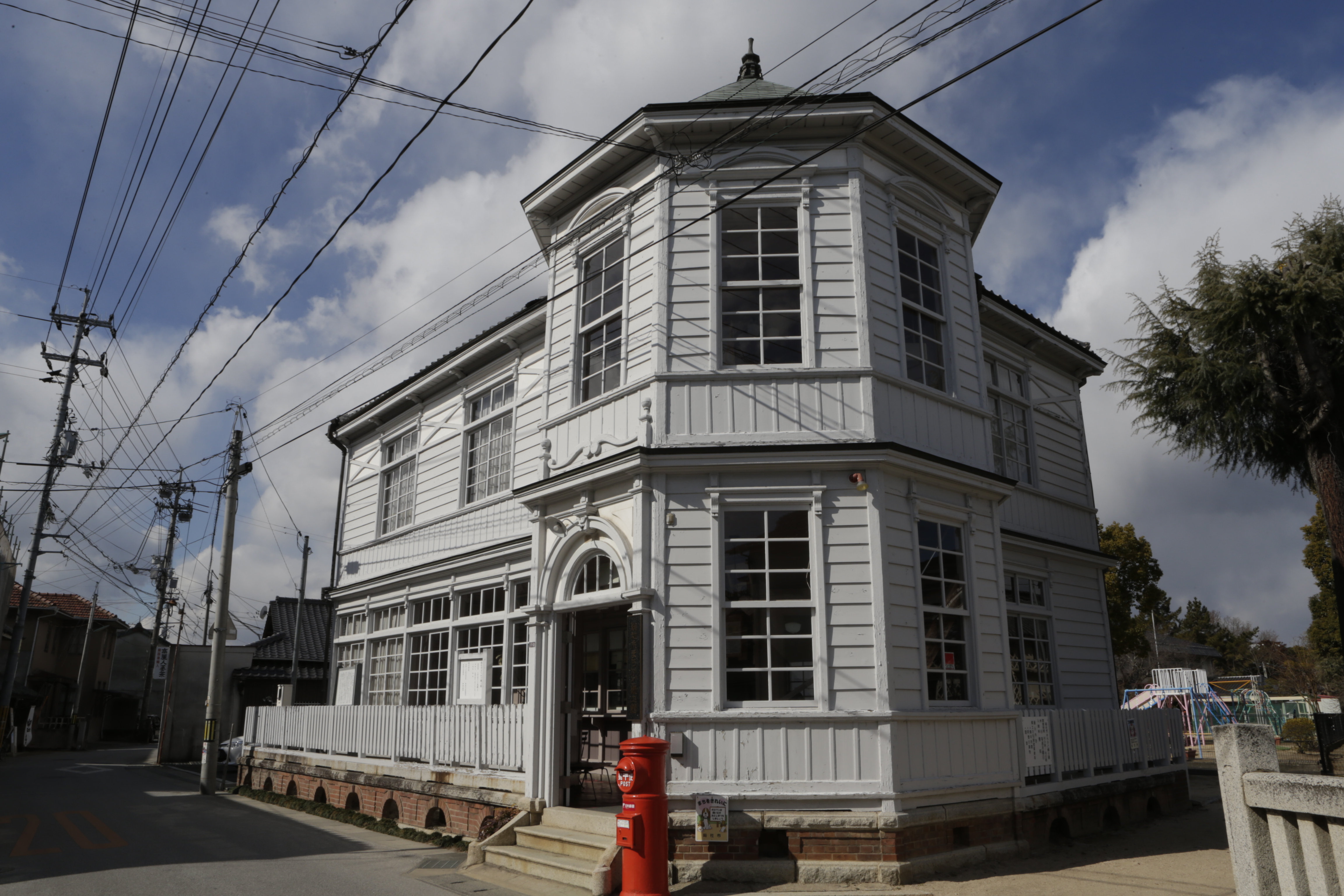
総社市まちかど郷土館

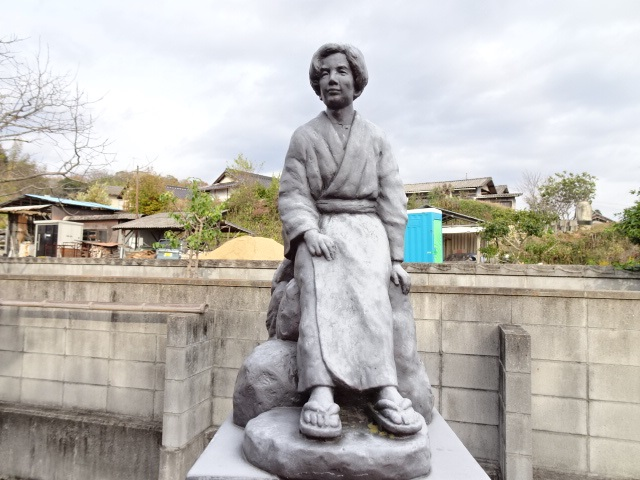
横溝正史像

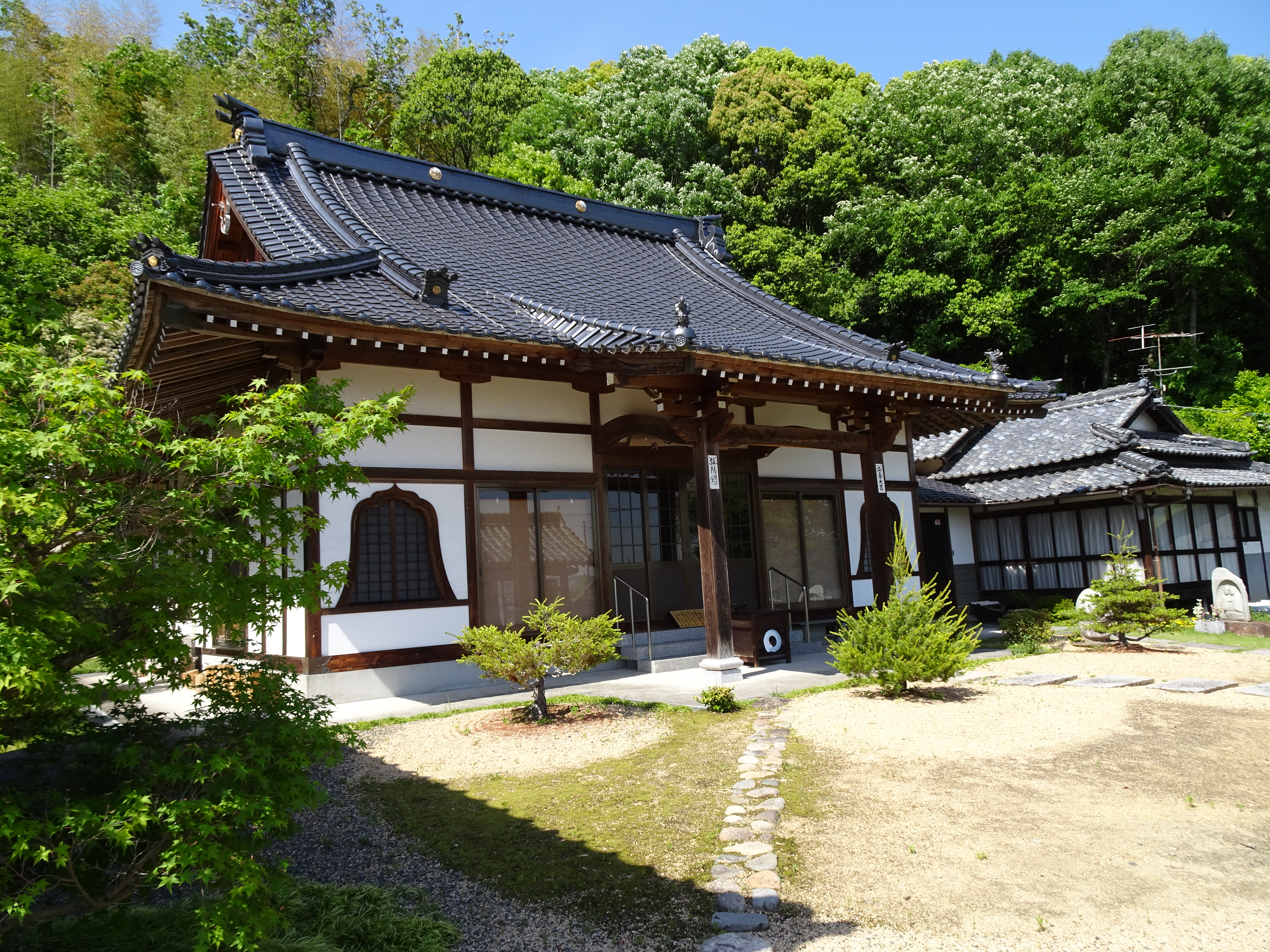
千光寺

2019年度は以下の内容で実施された。期間は2019年10月12日 - 12月24日。
- 学生が作る体感型推理ゲーム「名探偵刑部大輔の事件簿~紡伝の祭典~」

開催日時：10月12日 16時30分 - 18時（第1公演）、13日 13時 - 14時30分（第2公演）、16時30分 - 18時（第3公演）
開催場所：倉敷市芸文館
- 『3本陣』ツアー

開催日時：10月20日 8時半 - 16時半
開催場所（コース）：清音駅 → 川辺本陣跡 → 矢掛本陣 → あかつきの蔵 → 神辺本陣 → 清音駅
- 「金田一耕助」謎解きラリー

開催日：10月20日 - 12月24日
開催場所：横溝正史疎開宅、倉敷市真備ふるさと歴史館（倉敷市）、清音駅、総社市まちかど郷土館（総社市）
- コスプレイベント「1000人の金田一耕助」

開催日時：11月23日 12時30分 - 16時30分
開催場所（コース）：JR清音駅 → 川辺橋 → 川辺本陣・脇本陣跡 → 艮御崎神社→ 川辺郵便局 → 岡田新道 → 岡田村役場跡 → 川田屋（一膳飯屋） → 濃茶のほこら →横溝正史疎開宅（横溝正史像） → 千光寺 → 岡田大池（おりん像） → 倉敷市真備ふるさと歴史館（金田一耕助像）
参加特典：イベント限定オリジナルグッズほかポスターをプレゼント
- 「オプションイベント 意見交換会」

開催日時：11月23日 17時 - 19時
開催場所：真備公民館岡田分館
- 「巡・金田一耕助の小径」講演

開催日時：11月24日 14時 - 16時
開催場所：倉敷市立美術館
第1部 テーマ：「八つ墓村」、講師：網本善光（横溝正史研究家）
第2部 テーマ：「図版諸々」、講師：浜田知明（探偵小説研究家）
第3部 パネルディスカッション、司会：江藤茂博（二松學舎大学学長）

### 2020年度（令和2年度）
2020年度は以下の内容で実施された。期間は2020年9月9日 - 2021年3月14日。コロナ禍により「1000人の金田一耕助」やツアーは中止。

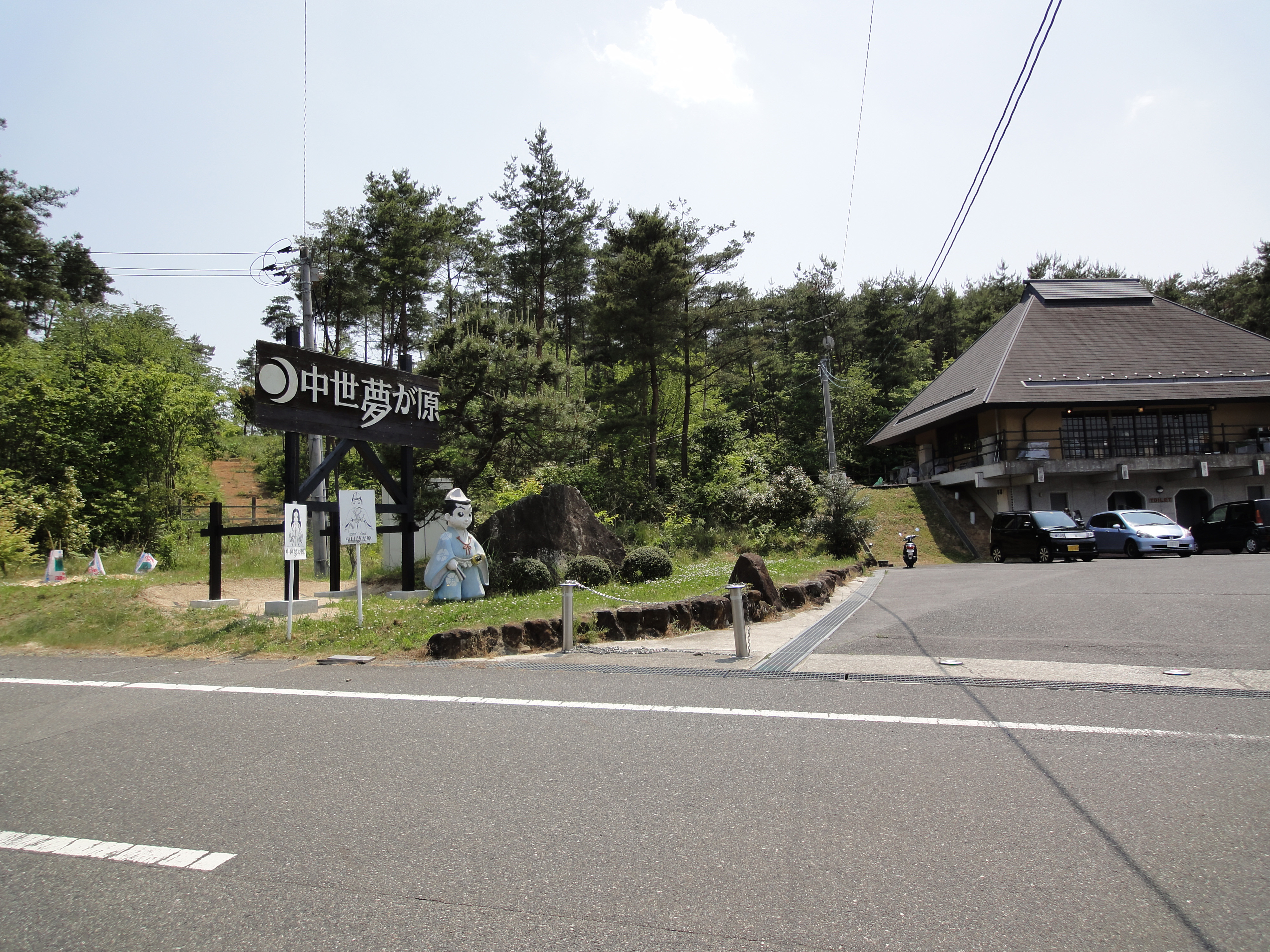
中世夢が原

- 「1000問の金田一耕助」[19]

申込期間：2020年9月9日 - 10月31日
試験会場：受験申込者の自宅
- 「巡・金田一耕助の小径」謎解きラリー[20]

実施期間：2021年1月5日 - 3月14日
開催場所：中世夢が原（井原市）、旧矢掛本陣石井家住宅（矢掛町）、住吉港（笠岡市）、横溝正史疎開宅（倉敷市）、倉敷市真備ふるさと歴史館（倉敷市）、満奇洞（新見市）、広兼邸（高梁市）、清音駅（総社市）、総社市まちかど郷土館（総社市）
- 学生が作る体感型推理ゲーム「名探偵刑部大輔の事件簿~5人の探偵~」[21]

開催日時：2021年1月23日、24日
ZOOMによるオンライン形式
実施団体：二松学舎大学メディア祭実行委員会

### 2021年度（令和3年度）

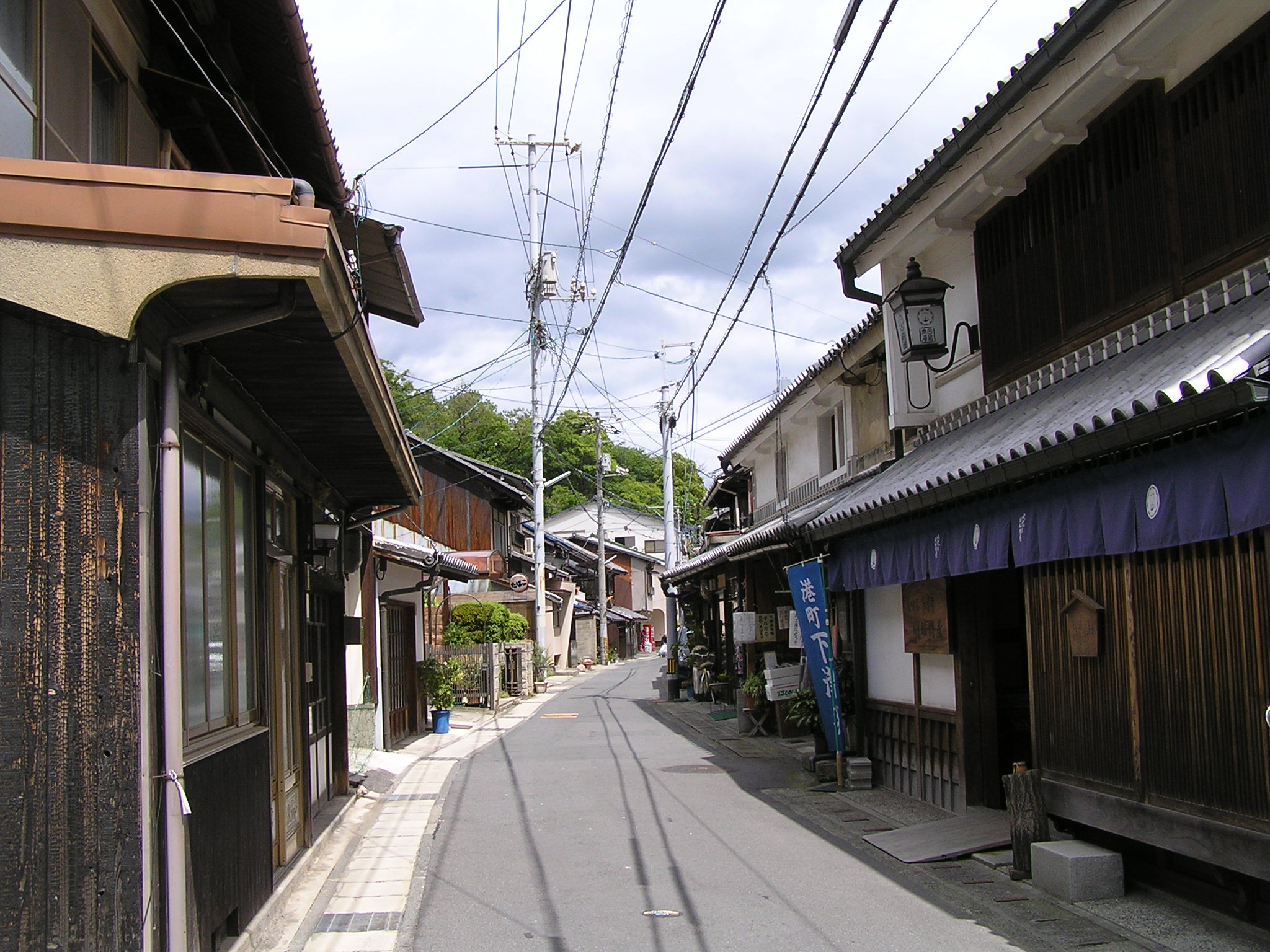
むかし下津井回船問屋

2021年度は以下の内容で実施された。期間は2021年10月1日 - 12月26日。コロナ禍により「1000人の金田一耕助」は中止。
- 第2回「1000問の金田一耕助」[22]

出題範囲
1. 金田一耕助・横溝正史について
2. 『獄門島』『八つ墓村』『悪霊島』について
3. 高梁川流域圏市町について

申込期間：2021年10月1日 - 11月12日
- 「巡・金田一耕助の小径」謎解きラリー[23]

実施期間：2021年10月9日 - 12月26日
開催場所：満奇洞、広兼邸、中世夢が原、旧矢掛本陣石井家住宅、、清音駅、総社市まちかど郷土館、横溝正史疎開宅、倉敷市真備ふるさと歴史館、旧野﨑家住宅、むかし下津井回船問屋、鷲羽山レストハウス
- 金田一レンタルサイクル事業[23]

日時：2021年10月2日 - 12月25日
貸出場所：横溝正史疎開宅、倉敷市真備ふるさと歴史館、太田文具（井原鉄道吉備真備駅近く）

### 2022年度（令和4年度）
2022年度は以下の内容で実施された。期間は2022年11月8日 - 12月25日。
- スタンプラリー「巡・金田一耕助の小径」謎解きラリー

実施期間：10月8日 - 12月25日
実施場所：満奇洞（新見市）、広兼邸（高梁市）、中世夢が原（井原市）、旧矢掛本陣石井家住宅（矢掛町）、清音駅（総社市）、総社市まちかど郷土館（総社市）、横溝正史疎開宅（倉敷市）、倉敷市真備ふるさと歴史館（倉敷市）、旧野﨑家住宅（倉敷市）、むかし下津井回船問屋（倉敷市）、鷲羽山レストハウス（倉敷市）、住吉港（みなと・こばなし）（笠岡市）
- コスプレイベント「1000人の金田一耕助」[注 10]

開催日時：11月26日 12時30分 - 16時30分
開催場所（コース）：清音駅 → 旧川辺村 → 旧岡田村 → 横溝正史疎開宅 → 倉敷市真備ふるさと歴史館

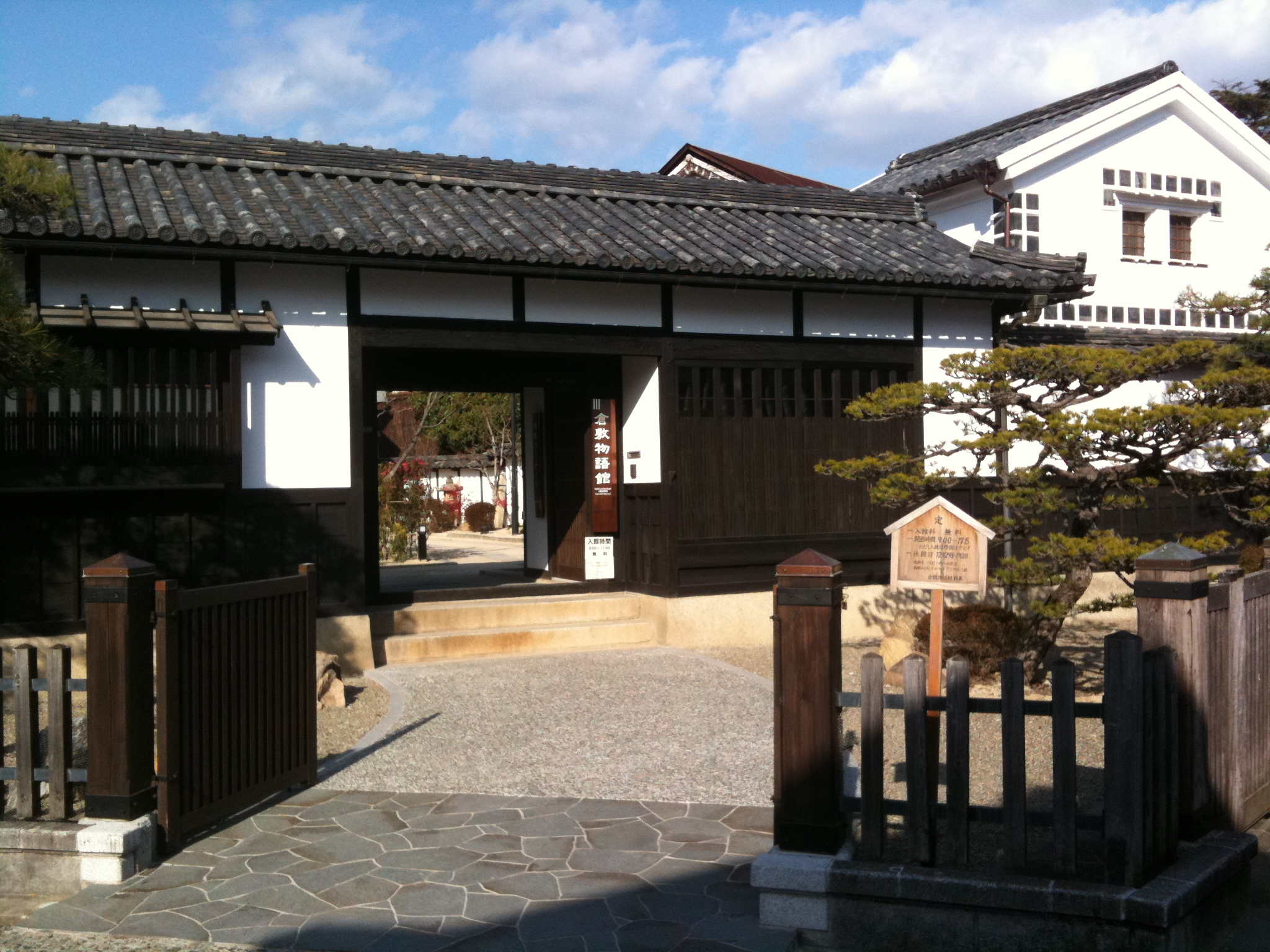
倉敷物語館

- 知識を測る検定試験「1000問の金田一耕助」

開催日時：11月27日 10時 - 15時30分
開催場所：鷲羽山レストハウス
- 学生が作る体感型推理ゲーム「名探偵刑部大輔の事件簿」

開催日時：12月17日 13時 - 15時（第1公演）、16時30分 - 18時30分（第2公演）、18日 13時 - 15時（第3公演）
開催場所：倉敷物語館
実施団体：二松学舎大学メディア祭実行委員会

### 2023年度（令和5年度）
2023年度は以下の内容で実施された。期間は2023年10月3日 - 12月31日。
- スタンプラリー「巡・金田一耕助の小径」謎解きラリー

実施期間：10月3日 - 12月24日
実施場所：満奇洞、広兼邸、中世夢が原、旧矢掛本陣石井家住宅、清音駅、総社市まちかど郷土館、横溝正史疎開宅、倉敷市真備ふるさと歴史館、井上家住宅、旧柚木家住宅、旧野﨑家住宅、住吉港（みなと・こばなし）

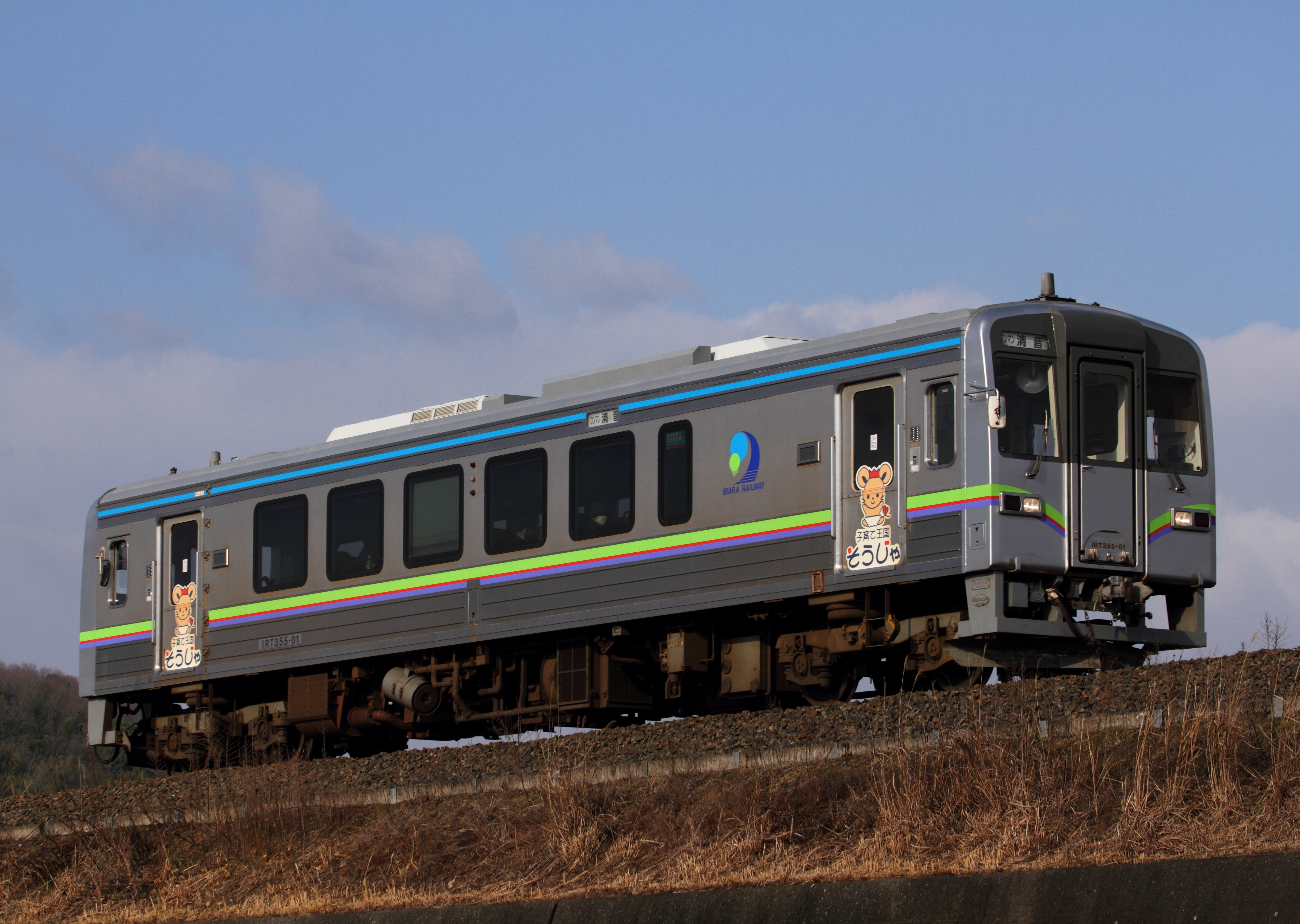
井原鉄道

- コスプレイベント「1000人の金田一耕助」

開催日時：11月25日 11時15分 - 16時30分
開催場所（コース）：清音駅（井原鉄道貸切列車で移動） → 川辺宿駅 → 旧川辺村 → 旧岡田村 → 横溝正史疎開宅 → 倉敷市真備ふるさと歴史館
- オプションイベント「意見交換会」（コスプレイベント参加者同士の交流会）

開催日時：11月25日 17時 - 19時
開催場所：真備公民館岡田分館
- 学生が作る体感型推理ゲーム「名探偵刑部大輔の事件簿」

開催日時：12月16日、17日（全3回公演）
開催場所：倉敷物語館
実施団体：二松学舎大学メディア祭実行委員会
- 知識を測る検定試験「1000問の金田一耕助」

開催日程：11月下旬ごろ（問題発送日）- 12月31日（回答期限）

### 2024年度（令和6年度）
2024年度は以下の内容で実施された。期間は2024年10月2日 - 12月31日。

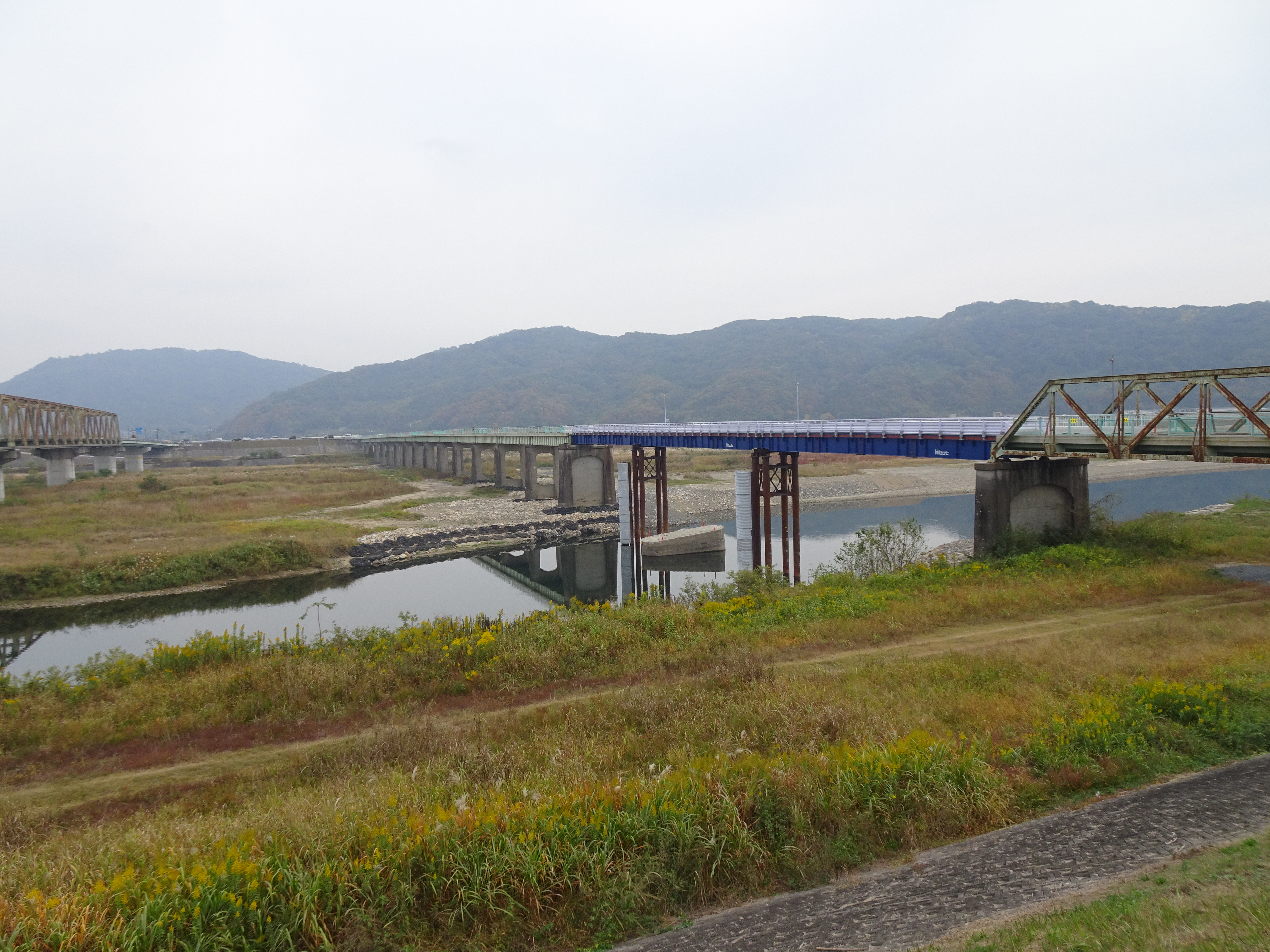
川辺橋の仮設橋

- コスプレイベント「1000人の金田一耕助」

開催日時：11月23日 12時30分 - 16時30分
開催場所：清音駅 → 旧川辺村 → 旧岡田村 → 横溝正史疎開宅 → 倉敷市真備ふるさと歴史館
- オプションイベント「意見交換会」（コスプレイベント参加者同士の交流会）

開催日時：11月23日 17時 - 19時
開催場所：真備公民館岡田分館
- 知識を測る検定試験「1000問の金田一耕助」

開催日程：11月下旬ごろ（問題発送日）- 12月31日（回答期限）
- スタンプラリー「金田一耕助」謎解きラリー

実施期間：10月2日 - 12月22日
実施場所：満奇洞、広兼邸、中世夢が原、旧矢掛本陣石井家住宅、清音駅、総社市まちかど郷土館、横溝正史疎開宅、倉敷市真備ふるさと歴史館、井上家住宅、旧柚木家住宅、旧野﨑家住宅、住吉港（みなと・こばなし）
- 謎解きゲーム「名探偵刑部大輔の事件簿」

開催日時：11月16日、17日（全3回公演）
開催場所：倉敷物語館
主催：二松学舎大学メディア祭実行委員会

## 評価
就実大学・就実短期大学経営学部経営学科教授の八巻惠子は、2019年『就実経営研究』第4号掲載の「コンテンツツーリズムをめぐるローカル・アイデンティティの変容とコミュニティの再構築」で「巡・金田一耕助の小径」を取り上げている。
かつては岡田地区の人々から「子供の頃、横溝作品は怖くて本はあったけど手を出したことが無かった」、「無残な殺人があった村の人間だと思われたくないと思っていた」とたびたび言われてきたが、地域資源としての横溝正史疎開宅が再発見され、地元の横溝ファンが自然と集まり、行政や住民を束ねて全国のファンを呼び寄せられるような受け入れ体制を作った結果、「住民が嫌悪感を持っていた作品の世界観も、「聖地巡礼」にやってくるファンが喜んでいる姿を見ることで、聖地の守人としてのローカル・アイデンティティと、観光者をもてなす地域コミュニティの再構築がなされたのだと思われる」「本事例は、行政や地元住民をよく知るファンが陰のアドバイザーとなって「文化の仲介人」として機能し、コンテンツ・ファンを喜ばせる提案をするなどのコンテンツにかんするサービス・リテラシーの管理を行い、行政が安全で健全な運営をするだけでなく、権利者や地元住民との窓口として機能し、地元住民が自らの町にほこりを持って運営に主体的に関わるなど、バランスの良い観光まちづくりが実践されている例である」と評している。